# Liste des cours d'eau du Québec

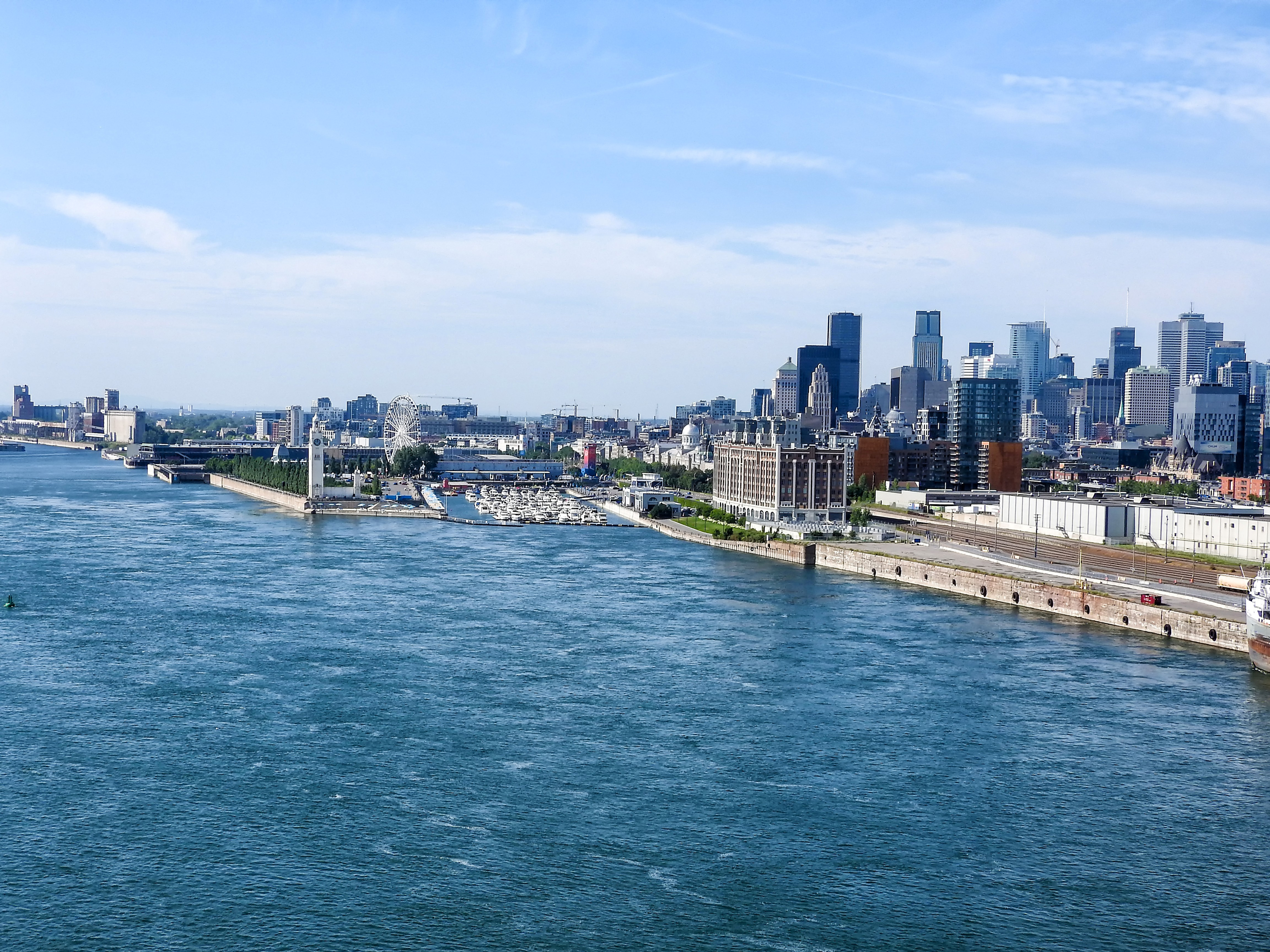
Le fleuve Saint-Laurent à Montréal.

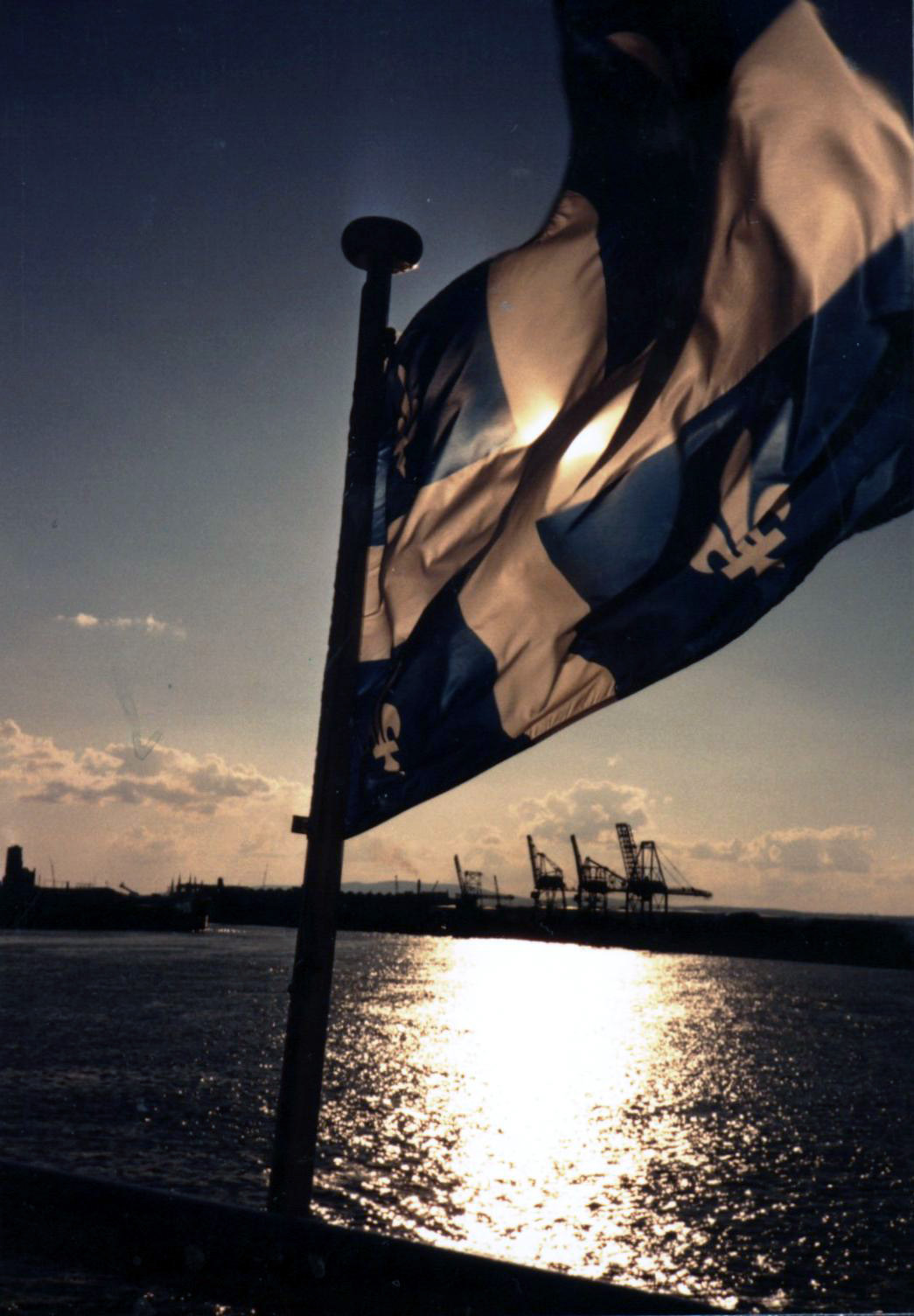
Drapeau du Québec.

Le Québec compte environ 15 000 cours d'eau comportant une désignation toponymique officielle dont 12 094 ruisseaux et 3 134 rivières. La province détient 2 % des eaux douces de la planète.

## Bassin de la baie James

### Bassin de la Baie James
Liste des principales rivières coulant vers la baie James en ordre du nord vers le sud: 
- Rivière au Saumon (Baie-James)
- Rivière au Phoque
- Rivière Désenclaves
- Rivière Roggan
  - Rivière Corbin
  - Rivière Anistuwach
- Rivière Kapsaouis
- Rivière Piagochioui

#### Affluents de La Grande Rivière
- La Grande Rivière
  - Rivière Chisasipis
  - Rivière Utahunanis
  - Rivière Kapisichikamastikw (via le réservoir LG3)
  - Rivière Kanaaupscow (via le réservoir LG3)
  - Rivière Patukamistikw (via le réservoir LG3)
  - Rivière Griault (via le réservoir LG3)
  - Ruisseau Kaminahikuschitin
  - Rivière Sakustin
  - Rivière Achazi (via le réservoir Robert-Bourassa)
  - Rivière Wapusukatinastikw
  - Rivière Laforge (via le réservoir LG4)
  - Rivière Nichicun (via le lac Nichicun)
  - Rivière Sakami
    - Rivière Salomon
    - Rivière Gatinée
    - Rivière Meechishgosheesh
    - Rivière Bulgare
    - Rivière Maugé

  - Rivière Nichicun (via le lac Nichicun)
  - Rivière la Salle
  - Rivière Anasakasich
  - Rivière Asatawasach
  - Rivière De Pontois
    - Rivière de la Corvette

  - Rivière Kanaaupscow
    - Rivière Chauvreulx

  - Rivière de l'Aigle (La Grande Rivière) (via le Lac Misèle)
- Rivière Aquatuc
- Rivière à la Truite
- Rivière au Mouton
- Rivière Caillet
- Rivière au Castor
  - Rivière au Castor Est
- Rivière Maquatua
- Rivière Sabascunica
  - Rivière Clergue
- Rivière du Peuplier
- Rivière du Vieux Comptoir
- Rivière Conn
- Rivière Eastmain
  - Rivière la Pêche (Eastmain)
  - Rivière Opinaca
    - Rivière Giard
      - Rivière Kawasayakamikastikw

    - Rivière Gipouloux
    - Petite rivière Opinaca

  - Rivière Wabamisk
  - Rivière à l'Eau Claire (Eastmain)
  - Rivière Ross (rivière Eastmain)
  - Rivière Cauouatstacau
  - Rivière Misask
  - Ruisseau du Grand Portage
  - Ruisseau Léran (via le lac Hecla)
  - Rivière des Quatre-Temps (via le lac Bréhat)
  - Rivière Saffray
  - Rivière Tichégami
    - Rivière Barou
    - Rivière Mémeshquasati

  - Rivière Déry
  - Rivière Nicolas
  - Rivière Acotago
  - Rivière Wabistane
  - Rivière Causabiscau
  - Rivière Miskimatao
  - Rivière à l'Eau Froide
- Rivière Mouton
- Rivière Octave (baie de Rupert)
- Rivière Jolicœur
  - Rivière Jolicoeur Nord-Est
- Rivière Moquet
- Rivière à la Truite (baie de Rupert)
- Rivière Pontax
  - Rivière Kaupiyeumuchaushich
  - Rivière Enistuwach
  - Rivière Tetapishu
  - Rivière Wachiskw
  - Rivière Machisakahikanistikw

#### Affluents de la rivière Rupert
- Rivière Rupert
  - Rivière Niyeutachun Kauchipischeyach
  - Rivière Jolliet
  - Rivière Nemiscau
  - Rivière Lemare
  - Rivière Shipastouk
  - Lac Mistassini
    - Rivière Wabissinane
    - Rivière Pépeshquasati
      - Ruisseau Holton (rivière Pépeshquasati)
      - Rivière Neilson (rivière Pépeshquasati)

    - Rivière Takwa
      - Rivière Chéno
      - Rivière Kapaquatche
      - Rivière Toco
      - Rivière des Cinq Outardes
      - Lac Albanel
        - Rivière Témiscamie
          - Rivière Témis
            - Rivière Misca (rivière Témis)

          - Rivière Camie
          - Rivière Témiscamie Est
          - Rivière Kaawiiskwamekwaachiuch (via le lac Indicateur)
            - Rivière Atihkaameukw

          - Rivière Perdue (rivière Témiscamie)
          - Rivière Tournemine (rivière Témiscamie)
          - Rivière Métawishish (ancien nom: "rivière Sépanakosipi")

        - Rivière à la Perche (lac Mistassini) (via la baie de l'Esker)

    - Rivière Waconichi (via la Baie du Poste (lac Mistassini)
      - Lac Waconichi
        - Rivière Bignell (rivière Waconichi)

    - Rivière Pipounichouane (via la Baie des Plongeurs)

  - Rivière De Maurès
    - Rivière Saint-Urcisse

  - Rivière Natastan
  - Rivière à la Marte (rivière Rupert)

#### Affluents de la rivière Broadback
- Rivière Broadback
  - Rivière Châtillon
  - Rivière Assinica
  - Rivière des Pôles (via le Lac Evans)
  - Rivière Théodat (via le Lac Evans)
  - Rivière Coigne
  - Rivière Nipukatasi
  - Rivière Kauskatitineu (via le Lac Du Tast (Eeyou Istchee Baie-James) et le lac Dana (Eeyou Istchee Baie-James))
  - Rivière Utamikaneu (via le Lac Dana (Eeyou Istchee Baie-James) et le lac Evans)
  - Rivière Pauschikushish Ewiwach (via le Lac Dana (Eeyou Istchee Baie-James) et le lac Evans)
  - Rivière Iyinu Kaniput (via le Lac Dana (Eeyou Istchee Baie-James) et le lac Evans)
    - Rivière Matawawaskweyau
    - Rivière Iskaskunikaw
      - Rivière Kakaskutatakuch

  - Rivière Enistustikweyach (via Lac Dana (Eeyou Istchee Baie-James) et Lac Evans)
    - Rivière Upaunan (via Lac Dana (Eeyou Istchee Baie-James) et Lac Evans)

  - Rivière Salamandre
  - Rivière Chabinoche (via Lac Evans)
  - Rivière Ouasouagami
  - Rivière Colomb
  - Rivière Kaminahikuschit
  - Rivière Natouacamisie
  - Rivière Machisipi
  - Rivière Lepallier
    - Rivière Louvart

#### Affluents de la rivière Nottaway
- Rivière Nottaway
  - Rivière Kitchigama
    - Rivière Pahunan
    - Rivière Subercase (rivière Kitchigama) (via le lac Grasset)

  - Rivière des Iroquois (rivière Nottaway)
    - Rivière Fabulet

  - Rivière Richerville
  - Rivière des Deux Lacs
  - Rivière Natchiowatchouan
  - Rivière Muskiki
  - Rivière Davoust
  - Lac Matagami
    - Rivière Gouault
    - Rivière Allard
      - Rivière de l'Ourse (rivière Allard)

    - Rivière Bell (VOIR LA SECTION "Rivière Bell")
    - Rivière Waswanipi (VOIR LA SECTION "Rivière Waswanipi")
    - Rivière Canet
- Rivière Novide

##### Affluents de la rivière Waswanipi (laquelle se décharge dans la Nottaway via le lac Matagami)
- Rivière Waswanipi
  - Rivière Opaoca (via le lac Olga)
  - Rivière Chensagi (via le Lac au Goéland)
    - Rivière Chensagi Ouest
    - Rivière Chensagi Est

  - Rivière Maicasagi (via le Lac au Goéland)
    - Rivière Omo (Québec)
    - Rivière la Trêve
      - Rivière Caupichigau
      - Rivière Mildred (via le Lac la Trêve)

    - Rivière Monsan
    - Rivière Inconnue (rivière Maicasagi)
      - Rivière Nomans

  - Lac Waswanipi
    - Rivière Iserhoff (via le Lac Waswanipi)
      - Rivière Iserhoff Nord

    - Rivière O'Sullivan (via le Lac Waswanipi)
      - Rivière Périgny

    - Rivière Bachelor (via le Lac Waswanipi)
      - Petite rivière Bachelor

  - Rivière Chibougamau
    - Rivière Brock (rivière Chibougamau)
      - Rivière Brock Ouest
      - Rivière Brock Nord
      - Ruisseau Kaakitchatsekaasich

    - Rivière Opémisca
    - Rivière Barlow (rivière Chibougamau)
      - Rivière Blaiklock
      - Rivière Mistago
      - Rivière Chébistuane

    - Rivière Faribault
    - Lac Chibougamau
      - Rivière Blondeau (lac Chibougamau)
        - Rivière Oreille
          - Rivière Natevier

      - Rivière France
      - Rivière Armitage
      - Rivière Nepton (lac Chibougamau)
        - Rivière Nepton Nord

      - Rivière Énard

    - Rivière Obatogamau
      - Rivière des Deux Orignaux (via le lac Society)
      - Rivière Nemenjiche (via les lacs Obatogamau)

  - Rivière Opawica
    - Petite rivière Waswanipi
    - Rivière Nicobi
      - Rivière Wetetnagami
        - Rivière Macoustigane
        - Rivière Saint-Père
        - Rivière Dazemard
        - Rivière au Panache
          - Rivière Fortier (rivière au Panache)
          - Rivière Pierrefonds

        - Rivière Muy (rivière Wetetnagami)

    - Lac Doda
      - Rivière de l'Aigle (lac Doda)
      - Rivière Saint-Cyr (rivière Opawica)
        - Rivière Hébert

    - Rivière Roy (via le Lac Caopatina)
      - Rivière Yvonne (via le Lac Surprise)

    - Rivière Cawcot
    - Rivière de la Queue de Castor (via le lac Gabriel)
    - Rivière Ventadour
    - Rivière Titipiti
    - Rivière Irène (rivière Opawica)

##### Affluents de la rivière Bell
Rive Ouest (en partant de l'embouchure)
- Rivière Bell
  - Rivière des Indiens (rivière Bell)
  - Rivière de l'Esturgeon (rivière Bell)
  - Rivière Kâwâcebîyak
    - Rivière Daniel (rivière Kâwâcebîyak)

  - Chenal de l'Ouest (rivière Bell)
    - Rivière Miskomin
    - Rivière Bigniba
    - Rivière Kâhokikak

  - Rivière Laflamme
    - Rivière Bernetz
    - Rivière Castagnier
      - Rivière Vassal

    - Rivière Despinassy
    - Rivière Bartouille
    - Rivière La Morandière
    - Rivière Lapromanade
    - Rivière des Aulnes (rivière Laflamme)

  - Rivière Kâk
  - Rivière Laas
  - Rivière Taschereau (rivière Bell)
    - Rivière Noire (lac Courville)
    - Rivière Ducros
    - La Petite Rivière (rivière Taschereau)

  - Rivière Boucane
  - Rivière des Peupliers

#### Rive Est (en partant de l'embouchure)
- Rivière Bell
  - Rivière Baptiste
  - Rivière Florence
  - Rivière Wedding
  - Rivière Quévillon
    - Rivière Wilson (lac Quévillon)

  - Rivière Cuvillier
    - Rivière Kiask
    - Rivière Tonnancour

  - Rivière Robin (lac Parent)
    - Rivière Lecompte

  - Rivière Delestres
  - Rivière du Hibou (lac Parent)
  - Rivière Brassier
  - Rivière Mégiscane
    - Rivière Collin (rivière Mégiscane)
    - Rivière Bastien
    - Rivière Capousacataca
    - Rivière Achepabanca
      - Rivière Achepabanca Nord-Est

    - Rivière Macho (via le lac Berthelot)
      - Rivière Closse

    - Rivière Suzie
    - Rivière Kekek
      - Rivière Trévet

    - Rivière Serpent (rivière Mégiscane)
    - Rivière Whitegoose
    - Rivière Saint-Cyr Sud
    - Rivière Pascagama (via le lac Pascagama)
      - Rivière Chartrand
      - Rivière Kaapicikatew

    - Rivière Berthelot (rivière Mégiscane)
    - Rivière Attic
    - Rivière Assup
    - Rivière Tavernier

  - Rivière Senneterre
    - Rivière Lepage

  - Rivière Louvicourt
    - Rivière Roquetaillade (via le lac Pascalis)
    - Rivière Pascalis (via le lac Pascalis)
    - Rivière Tiblemont
    - Rivière Marrias (rivière Louvicourt)
    - Rivière Villebon
      - Rivière Saint-Félix
      - Rivière Marquis
        - Rivière Saint-Vincent
        - Rivière Shamus

### Rivières québécoises coulant en Ontario (ou affluents de rivières ontariennes)
Principales rivières québécoises coulant vers la rive ontarienne de la baie James, en ordre, de l'est vers l'ouest:
- Petite rivière Missisicabi
- Rivière Missisicabi
  - Rivière Iscouistic
  - Rivière Patrick (rivière Missisicabi)
  - Rivière Obamsca
  - Rivière Missisicabi Est
  - Rivière Missisicabi Ouest
- Rivière Piscapecassy

#### Rive droite de la rivière Harricana (à partir de l'embouchure)
- Rivière Harricana
  - Rivière Joncas
    - Rivière des Aulnes (rivière Joncas)
    - Rivière Rouget

  - Rivière Samson (baie James)
  - Rivière Adam (rivière Harricana)
  - Rivière Coigny
  - Rivière Miniac
  - Rivière Obalski
    - Rivière Obalski Sud

  - Rivière Chevalier (rivière Harricana)
  - Rivière Landrienne
    - Rivière Peter-Brown
      - Rivière Martel

  - Rivière Baillairgé
  - Rivière La Corne
  - Rivière Laine
    - Rivière Vassan

  - Rivière Fiedmont
  - Rivière Senneville
    - Rivière Courville

#### Rive gauche de la rivière Harricana (à partir de l'embouchure)
- Rivière Harricana
  - Rivière Corner (Ontario)
  - Rivière Again (Québec et Ontario)
  - Rivière Malouin
    - Rivière Mannerelle

  - Rivière Breynat
  - Rivière Despreux
  - Rivière Turgeon (rivière Harricana) (Ontario et Québec)
    - Rivière Martigny (Québec)
    - Rivière du Détour (Ontario et Québec)
    - Rivière Garneau (rivière Turgeon) (Ontario et Québec)
    - Rivière Turcotte (Ontario et Québec)
      - Petite rivière Turcotte (Ontario et Québec)

    - Rivière Chabbie (Ontario et Québec)
    - Rivière Burntbush (Ontario)
      - Rivière Burntbush Nord (Ontario)
      - Rivière Mikwam (Ontario)
      - Rivière Kabika (Ontario)
        - Rivière Case (Ontario)
          - Rivière Kenning (Ontario)

        - Rivière Kabika Est (Ontario)

    - Rivière Patten (Québec et Ontario)
      - Rivière Patten Sud (Ontario)
      - Petite rivière Clive (Ontario)

    - Rivière Boivin (rivière Turgeon)
    - Rivière Lavergne (via le lac Turgeon (Eeyou Istchee Baie-James))
    - Rivière Ojima (via le lac Turgeon (Eeyou Istchee Baie-James))
    - Rivière du Corset
    - Rivière Enjalran
    - Rivière Théo
    - Rivière Wawagosic
      - Rivière Ménard
      - Rivière de la Perdrix
        - Rivière Trudelle

      - Rivière Mistaouac
      - Rivière Tangente
      - Rivière Kadabakato

  - Rivière Angle
  - Rivière Plamondon
  - Rivière Gale
  - Rivière Octave (rivière Harricana)
    - Rivière Authier (via le lac Chicobi)
    - Rivière Chicobi (via le lac Chicobi)

  - Rivière Desboues
  - Rivière Berry
  - Rivière Davy
    - Rivière Dalquier

  - Rivière Héva (via le lac Malartic)
    - Petite rivière Héva

  - Rivière Malartic (via le Lac Malartic)
  - Rivière Milky
    - Rivière Thompson (lac De Montigny)
      - Rivière Piché
        - Rivière Fournière (via le lac Fournière)

      - Rivière Surimau (via le lac Mourier (Rivière-Héva))
      - Rivière Claire (lac Mourier) (via le lac Mourier (Rivière-Héva))

  - Rivière Bourlamaque (via le lac Blouin)
    - Rivière Sabourin
    - Rivière Colombière
    - Rivière Laverdière

#### Affluents de la rivière Moose (Ontario)
- Rivière Moose (Ontario)
  - Rivière Abitibi (Ontario)
    - Rivière La Reine (lac Abitibi) (Québec et Ontario) (via le Lac Abitibi)
      - Rivière Chaboillez

    - Rivière Maine (lac Abitibi) (via le Lac Abitibi)
    - Rivière La Sarre (via le Lac Abitibi)
      - Rivière Des Méloizes
      - Rivière du Portage (rivière La Sarre)
      - Rivière du Sud (rivière La Sarre)
      - Lac Macamic
        - Rivière Macamic
          - Petite rivière Macamic

        - Rivière Bellefeuille (lac Macamic)
          - Petite rivière Bellefeuille

        - Rivière Loïs
          - Rivière Fréville

    - Rivière Dagenais (via le Lac Abitibi)
      - Rivière Palmarolle
      - Rivière Poularies

    - Rivière Cachée (lac Abitibi) (via le Lac Abitibi)
    - Rivière Duparquet
      - Rivière Magusi (Ont. et QC) (via le Lac Duparquet)
      - Rivière Kanasuta (via le Lac Duparquet)
        - Rivière Dasserat (via le lac Kanasuta)
        - Rivière Arnoux (via le Lac Arnoux et le lac Kanasuta)

      - Rivière Mouilleuse (via le Lac Duparquet)
      - Rivière D'Alembert (via le Lac Duparquet)
      - Rivière Lanaudière (via le Lac Duparquet)

    - Rivière du Québec (via le Lac Abitibi)
    - Rivière Mattawasaga (Ont.) (via le Lac Abitibi)

## Bassin de la Baie d'Hudson (sauf la Baie James)
Liste des principales rivières coulant vers la baie d'Hudson, en ordre du nord au sud:
- Rivière Frichet
- Rivière Kovik
  - Rivière Durouvray
  - Rivière Derville
  - Rivière Talluup
  - Rivière Umiruup
- Rivière Chukotat
- Rivière Iktotat
- Rivière Sorehead
  - Rivière Sanirqimatik
- Rivière de Puvirnituq
  - Rivière Irsuaq
  - Petite rivière de Puvirnituq
  - Rivière Decoumte
  - Rivière Formel
- Rivière Kogaluc
- Rivière Polemond
- Rivière Airlunaaq
- Rivière Bériau
- Rivière Mariet
  - Rivière Saputiapiit
- Rivière Alinotte
- Rivière Koktac
  - Rivière Aanaakisiuqvik
- Rivière Nauberakvik
- Rivière de la Corneille
- Rivière Innuksuac
- Rivière Kongut
- Rivière Gladel
- Rivière Qikirtaluup Kuunga
- Rivière Longland
- Rivière Nastapoka
  - Rivière Itilliq
- Rivière Sheldrake
- Lac Tasiujaq (jadis "Golfe Richmond", puis "lac Guillaume-Delisle")
  - Rivière du Nord (baie d'Hudson)
  - Rivière à l'Eau Claire (baie d'Hudson)
  - Rivière De Troyes
- Petite rivière de la Baleine
  - Rivière Boutin
- Grande rivière de la Baleine
  - Rivière Kwakwatanikapistikw
  - Rivière Denys
  - Rivière Coats
  - Rivière Laguerne
- Rivière Vauquelin

## Détroit d'Hudson
Liste des principales rivières se déversant dans le détroit d'Hudson en ordre d'ouest en est:
- Rivière Kuugaq
- Rivière Narrunarluarutaq
  - Rivière Narruniup Kuunga
- Rivière Naujaat
- Rivière Appaajuit
- Rivière Nauyok
- Rivière Guichaud
- Rivière Foucault
  - Rivière Narsarusiq
  - Rivière Gatin
- Rivière Déception (baie Déception)
  - Rivière Déception Est
  - Rivière Tuttuquaaluk
- Rivière Jacquère
- Rivière Wakeham
- Rivière Latourette

## Bassin de la baie d'Ungava
Liste des principales rivières se déversant dans la baie d'Ungava en ordre d'ouest en est:
- Rivière Arnaud
  - Rivière Buet
  - Rivière Vachon
    - Rivière Lestage

  - Rivière Lepellé
    - Rivière Groust

  - Rivière Kuugajaraapik
  - Rivière Hamelin
  - Rivière De Thury
- Rivière Brochant
- Rivière Lefroy
- Rivière Saint-Fond
- Lac aux Feuilles
  - Rivière Mannic
  - Rivière Buron
  - Rivière Conefroy
  - Rivière Compeau
  - Rivière Deharveng
    - Rivière Sanirqitik

  - Rivière Ungavatuarusik
  - Rivière Bérard
    - Rivière aux Phoques

  - Rivière aux Feuilles
    - Rivière Dufreboy
    - Rivière Kuuguluk (Rivière aux Feuilles)
    - Rivière Kuugaapik
    - Rivière Qijuttuuq
    - Rivière Vernot
    - Rivière Nedlouc
    - Rivière Irsuaq
    - Rivière Charpentier
    - Rivière Corporon
    - Rivière Péladeau
    - Rivière Cohade
    - Rivière Vizien
    - Rivière La Goudalie
    - Rivière Daunais
- Rivière Koksoak
  - Rivière aux Mélèzes
    - Rivière Potier
    - Rivière Aigneau
    - Rivière du Gué
      - Rivière Delay

  - Rivière Caniapiscau
    - Rivière Bras de Fer
    - Rivière du Sable (Caniapiscau)
      - Rivière Kayakawakamau

    - Rivière Goodwood
    - Rivière Sérigny
    - Rivière Pons
    - Rivière Beurling
    - Rivière de la Mort
    - Rivière Châteauguay (Nord-du-Québec)
    - Rivière Swampy Bay
    - Rivière Situraviup
    - Rivière Forbes
- Rivière False
- Rivière à la Baleine
  - Rivière Wheeler
  - Rivière Savalette
- Rivière Marralik
- Rivière Qurlutuq
- Rivière George
  - Rivière Ford
  - Rivière Falcoz
  - Rivière De Pas
- Rivière Barnoin
- Rivière Koroc
- Rivière Baudan (via la baie Keglo)
- Rivière Baudoncourt (via la baie Keglo)
- Rivière Abrat
- Rivière Qyujjuujaq
- Rivière Bautremont
- Rivière Sapukkait (via le Fjord Alluviaq)
- Rivière Alluviaq (via le Fjord Alluviaq)
  - Rivière du Vent d'Ouest
- Rivière Renac
- Rivière Lepers
- Rivière Degesne
- Rivière Baret

## Bassin du fleuve Saint-Laurent, Estuaire du Saint-Laurent et golfe du Saint-Laurent

### Rive nord du Fleuve Saint-Laurent

#### Vallée de la rivière des Outaouais (versant québécois) - Partie supérieure
Liste des principaux tributaires québécois de la rivière des Outaouais, en ordre du nord au sud:

##### Cours d'eau du Réservoir Decelles et en aval
Rive Nord de la rivière des Outaouais
- Rivière Barrière (via la Baie Barrière du Lac des Quinze (Témiscamingue))
- Rivière Solitaire (via le lac Rémigny)
  - Rivière Granville (via le lac Opasatica)
- Petite rivière Roger
  - Rivière Beaudry (via le lac Beaudry)
- Rivière Roger
- Rivière Kinojévis
  - Rivière Thiballier
  - Rivière Beauchastel
    - Rivière Bellecombe
    - Rivière à Pressé (via le lac Montbeillard)
    - Rivière Pelletier (lac Beauchastel) (via le lac Beauchastel)
    - Rivière La Bruère

  - Rivière Dufault
    - Rivière Duprat (via le lac Dufault)

  - Rivière Dufresnoy
    - Rivière Bassignac

  - Rivière Villemontel
  - Rivière Cadillac (via le lac Cadillac (lac Preissac) et lac Preissac)
  - Rivière Blake (via le lac Preissac)
  - Rivière Bousquet (via les lacs Chassignolle et Preissac)
    - Rivière Vaudray

  - Rivière La Pause (via les lacs Fontbonne, Chassignolle et Preissac)
  - Rivière Serment
  - Rivière Cléricy
- Rivière Darlens
- Rivière Marrias (rivière des Outaouais)

Rive Sud de la rivière des Outaouais
- Rivière Fraser (rivière des Outaouais) (via le lac des Quinze (Témiscamingue))
  - Rivière McKenzie (rivière Fraser)
  - Rivière des Bois
  - Rivière Blondeau (rivière Fraser)
- Rivière McFadden (via le Lac des Quinze (Témiscamingue))
- Rivière Chevreuil (via le Lac Simard (Témiscamingue))
- Ruisseau Klock
  - Rivière Guillet (via le lac Devlin)
- Rivière Winneway (via le Lac Simard (Témiscamingue))
  - Rivière Marécageuse
- Rivière de l'Esturgeon (réservoir Decelles) (via le réservoir Decelles)
- Rivière Decelles (via le réservoir Decelles)

#### Vallée de la rivière des Outaouais (versant québécois) - Partie intermédiaire (limitrophe avec l'Ontario)
- Rivière à la Loutre
  - Rivière Laverlochère
- Rivière Lavallée
- Rivière Kipawa
  - Rivière des Lacs (rivière Kipawa)
    - Rivière Saint-Amand

  - Rivière Audoin
    - Rivière Ostaboningue
      - Rivière Cerise (Témiscamingue)
      - Rivière Saseginaga

  - Rivière du Pin Blanc (rivière Kipawa)
  - Rivière des Jardins
- Rivière Beauchêne (rivière Outaouais)
- Rivière Antoine (Québec)
- Rivière Maganasipi
  - Rivière Maganasipi Ouest
  - Rivière Maganasipi Est
- Rivière à l'Ours (Témiscamingue)
- Petite rivière à l'Ours (Témiscamingue)
- Rivière Dumoine
  - Rivière Fildegrand
  - Rivière aux Écorces (rivière Dumoine)
  - Rivière Poussière
    - Rivière Poussière Nord
    - Rivière Poussière Ouest
- Rivière Saint-Cyr (rivière des Outaouais)
  - Ruisseau Boom
- Rivière Schyan
  - Petite rivière Schyan
- Rivière Noire (Outaouais)
- Rivière Coulonge
  - Rivière Perley
  - Rivière de la Corneille (rivière Coulonge)
    - Petite rivière de la Corneille

  - Rivière Coulonge Est
    - Petite rivière Picanoc
- Rivière Quyon
- Ruisseau Mohr

#### Vallée de la rivière des Outaouais (versant ontarien) - Partie intermédiaire (à la limite Québec-Ontario)
- Rivière Blanche (lac Témiscamingue) (via lac Témiscamingue) (Ont.)
  - Rivière Englehart (Ont.)
  - Rivière Misema (Ont.)
    - Petite rivière Misema (Ont.)

  - Rivière Larder (Ont.)
    - Rivière Laberge (via lac Hébert, lac Buies, lac Raven, lac Ward) (Ont. et QC)
    - Rivière Dufay (via lac Buies, lac Raven, lac Ward) (QC)

#### Vallée de la rivière des Outaouais (versant québécois) - Partie inférieure

##### Vallée de la rivière Gatineau
Rive Ouest de la Rivière Gatineau (à partir de la confluence)
- Rivière Gatineau
  - Rivière la Pêche (rivière Gatineau)
    - Rivière la Pêche Sud

  - Rivière Kazabazua
  - Rivière Brown (rivière Gatineau)
  - Rivière Picanoc
    - Rivière Blue Sea
    - Rivière Dumont (rivière Picanoc)

  - Rivière Désert
    - Rivière de l'Aigle (rivière Désert)
      - Rivière au Hibou

    - Rivière Pierreuse (rivière Désert)
    - Rivière du Bras Coupé
    - Rivière Ignace
    - Rivière Tomasine

  - Rivière Gens de Terre
    - Rivière Serpent (rivière Gens de Terre)
    - Rivière à la Carpe (rivière Gens de Terre)
    - Rivière des Seize
    - Rivière Wapus
      - Ruisseau Lecointre

    - Réservoir Cabonga
      - Rivière Cabonga
        - Rivière Swannee

    - Rivière Bélinge
      - Rivière Wahoo

  - Rivière d'Argent (Antoine-Labelle)
  - Rivière Petawaga
  - Rivière Chouart
  - Rivière des Rapides (rivière Gatineau)

- Lac du Pain de Sucre (La Tuque)
  - Rivière Tamarac (rivière Gatineau)
  - Rivière Clova
    - Rivière McLaren
    - Rivière White (rivière Clova)

  - Rivière Douville

- Rive Est de la Rivière Gatineau (à partir de l'amont)
  - Rivière du Plomb
  - Rivière Joseph (rivière Gatineau)
  - Rivière Fortier (rivière Gatineau)
    - Rivière Gosselin (rivière Fortier)

  - Ruisseau Misère
  - Rivière du Coucou
  - Rivière Chabot
    - Rivière Choquette

  - Rivière du Canot
  - Rivière Bazin
    - Rivière aux Bleuets (rivière Bazin)
      - Rivière Shingle

    - Rivière à la Marte (La Tuque)
    - Rivière Dandurand
      - Rivière Bellerive

    - Rivière Nasigon

  - Rivière Lesueur
    - Rivière Duplessis

  - Rivière Notawassi
    - Rivière Thompson (lac Notawassi) (via le Lac Notowassi)

##### Rivière Outaouais - Bassin québécois - Partie inférieure
- Rivière Blanche (Gatineau)
- Petite rivière Blanche (Gatineau)
- Rivière du Lièvre
  - Rivière Mitchinamecus
    - Rivière Pierre (rivière Mitchinamecus)

  - Rivière Mazana
  - Rivière Tapani
  - Rivière Adonis
  - Rivière Cabasta
    - Rivière Kakw

  - Rivière Némiscachingue
- Rivière La Petite Blanche (Thurso)
- Rivière de la Petite Nation
  - Petite rivière Rouge (rivière de la Petite Nation)
    - Petite rivière Rouge Est

  - Rivière Saint-Sixte
- Rivière Saumon (Papineau)
  - Rivière Saumon Ouest
- Petite rivière Saumon (Argenteuil)
- Rivière Rouge
  - Rivière Maskinongé (rivière Rouge)
  - Rivière Nominingue
  - Rivière Lenoir
  - Rivière Macaza
    - Rivière Jamet

  - Rivière du Diable (rivière Rouge)
    - Rivière Cachée (rivière du Diable)
      - Petite rivière Cachée (rivière Cachée)

    - Rivière Le Boulé
      - Rivière Archambault
        - Rivière Bride

  - Rivière Beaven
- Rivière du Calumet (Argenteuil)
  - Rivière du Calumet Est
- Rivière Kingham

#### Basse-Laurentides - Lac des Deux Montagnes et rivière des Mille Îles
Rive Nord, en ordre de l'Ouest vers l'Est:
Rive nord du lac des Deux Montagnes
- Rivière des Outaouais
  - Rivière du Nord (rivière des Outaouais)
    - Rivière de l'Ouest (rivière du Nord)
      - Rivière Dalesville
      - Rivière de l'Est (rivière de l'Ouest)

    - Rivière Bellefeuille (rivière du Nord)
    - Rivière à Simon
    - Rivière aux Mulets
    - Rivière Noire (rivière du Nord)
    - Rivière Doncaster
    - Rivière Sainte-Marie (rivière du Nord)
    - Rivière Rouge (rivière du Nord)
      - Rivière Saint-Pierre (rivière Rouge)

  - Rivière aux Serpents (Parc national d'Oka)

Rive nord de la Rivière des Mille Îles
- Rivière des Mille Îles
  - Rivière du Chêne (rivière des Mille Îles)
    - La Petite Rivière (rivière du Chêne)
    - La Belle Rivière (rivière du Chêne)

  - Rivière du Chicot (rivière des Mille Îles)
  - Rivière Cachée (rivière des Mille Îles)
  - Rivière aux Chiens (rivière des Mille Îles)
  - Rivière Mascouche
    - Rivière Saint-Pierre (Mascouche)
    - Rivière Saint-Pierre (Mirabel)

#### Secteur du Haut Saint-Laurent (au Québec)
Rive sud de l'Outaouais
- Rivière Rigaud
- Rivière à la Raquette (Outaouais)

Rive Nord du fleuve Saint-Laurent
- Rivière Beaudette
- Rivière Delisle
- Rivière Rouge (Vaudreuil-Soulanges)
- Rivière à la Graisse

#### Région de Montréal
Île Jésus (Ville de Laval)
Note: Aucune rivière
Île de Montréal
- Rivière Saint-Pierre (Montréal)
- Canal de Lachine
- Canal de l'Aqueduc
- Canal de Sainte-Anne-de-Bellevue
- Rivière à l'Orme (Senneville)

#### Vallée de la rivière l'Assomption
- Rivière L'Assomption
  - Rivière de l'Achigan
    - Rivière Jourdain
    - Rivière Abercromby
    - Rivière Beauport (rivière de l'Achigan)
    - La Petite Rivière (rivière de l'Achigan)

  - Rivière Saint-Esprit
  - Ruisseau Saint-Georges
  - Rivière Ouareau
    - Rivière Burton
    - Rivière Jean-Venne
      - Rivière Kenny

    - Rivière Beaulne
    - Rivière Dufresne (rivière Ouareau)
    - Rivière du Nord (rivière Ouareau)
    - Rivière Trudel
    - Rivière Rouge (rivière Ouareau)
      - Rivière Blanche (rivière Rouge)
      - Le Grand Ruisseau (rivière Rouge)

  - Rivière Saint-Michel (via le lac Archambault)
  - Rivière Noire (Matawinie)
    - Rivière Blanche (Matawinie)
    - Rivière Leprohon
    - Crique à David

  - Rivière de la Boule
  - Rivière Versailles
  - Grande rivière Swaggin
    - Petite rivière Swaggin

  - Rivière McGee
  - Rivière Lavigne
  - Ruisseau du Point du Jour

#### Rive Nord du fleuve Saint-Laurent - Entre Repentigny et Trois-Rivières
- Rivière Saint-Jean (Lavaltrie)
  - Rivière Saint-Antoine (rivière Saint-Jean)
- Rivière Saint-Joseph (Lanoraie)
- Rivière la Chaloupe
- Rivière Bayonne
  - Branche de la rivière Bayonne
  - Rivière Berthier
  - Rivière Bonaventure (rivière Bayonne)
- Rivière Chicot
  - Rivière Sainte-Catherine
- Rivière Cachée (D'Autray)
- Rivière du Bois Blanc
- Rivière Maskinongé
  - Rivière l'Ormière
  - Lac Maskinongé
    - Rivière Matambin
    - Rivière Mastigouche
      - Branche à Gauche (rivière Mastigouche)
        - Rivière du Lac Gauthier

      - Rivière Mastigouche Nord

  - Rivière Mandeville
  - Rivière Blanche (rivière Maskinongé)
    - Rivière Rouge (rivière Blanche - rivière Maskinongé)
- Rivière du Loup (Mauricie)
  - Petite rivière du Loup (Mauricie)
  - Rivière Saint-Louis (rivière du Loup)
  - Rivière Chacoura
  - Rivière Sacacomie
  - Rivière des Îles (rivière du Loup)
    - Rivière Sans Bout

  - Rivière à l'Eau Claire (MRC Maskinongé)
  - Rivière du Roi
- Petite rivière Yamachiche
- Rivière Yamachiche
  - Rivière Machiche
    - Rivière du Lac des Îles
    - Rivière du Sept
    - Bras du Nord (rivière Yamachiche)/Petite rivière Saint-Étienne
- Rivière aux Sables (lac Saint-Pierre)
- Rivière Millette

#### Vallée de la rivière Saint-Maurice
Principaux tributaires de la rivière Saint-Maurice, en ordre du nord au sud:
Rive Ouest
- Rivière des Cyprès (La Tuque)
- Rivière Najoua
- Rivière Manouane (La Tuque)
  - Rivière Ruban
    - Rivière Blanche (rivière Ruban)
      - Rivière Blanche Nord-Ouest (rivière Ruban)

    - Rivière Huot
    - Rivière Pichoui
      - Rivière Pichoui Ouest

    - Rivière Drouin

  - Ruisseau la Tuque (rivière Manouane)
  - Rivière Caginecti
  - Rivière Kekeo
  - Lac Manouane (La Tuque)
    - Rivière Atimw
      - Rivière Sèche (La Tuque)

    - Rivière Sarto
    - Lac Kempt
      - Rivière Paconsigane
      - Rivière Métabeskéga
      - Rivière Alexandrie
      - Rivière Morialice

  - Rivière Mondonac
  - Rivière Canatagami
- Petite rivière Flamand
- Rivière Flamand
  - Rivière Flamand Ouest
    - Lac Frémont (La Tuque)
      - Rivière du Nord (lac Frémont)
- Rivière Vermillon (La Tuque)
  - Rivière des Prairies (rivière Vermillon)
  - Rivière Goulet (rivière Vermillon)
  - Rivière de la Savane (rivière Vermillon)
  - Rivière Picard
  - Rivière Livernois
- Rivière au Lait
- Rivière aux Rats
  - Petite rivière aux Rats
- Rivière Wessonneau
  - Rivière Wessonneau Nord
    - Rivière Wessonneau du Milieu
- Rivière des Bêtes Puantes
- Rivière Matawin
  - Rivière des Aigles (Mékinac)
  - Rivière à la Chienne
  - Rivière Lachance
  - Rivière aux Cenelles
  - Rivière du Poste
    - Rivière Villiers

  - Rivière du Milieu (Lanaudière)
    - Rivière Laviolette
      - Rivière Laviolette Ouest
      - Rivière Laviolette Est

    - Rivière Boullé
    - Rivière des Aulnaies (rivière du Milieu)

  - Rivière Sauvage
  - Rivière Matawin Ouest
  - Rivière Anticagamac
- Rivière à la Pêche
- Rivière des Piles
- Rivière Grand-Mère
- Rivière Shawinigan
- Rivière Bernier (rivière Saint-Maurice)
  - Rivière Blanche (rivière Bernier)

Rive Est
- Rivière Wabano
  - Rivière Faguy
  - Rivière Wabano Ouest
  - Rivière du Loup (rivière Wabano)
    - Rivière du Loup Ouest (Lac-Ashuapmushuan)

  - Rivière Doré (rivière Wabano)
  - Rivière Cécile
- Rivière du Petit Rocher
- Rivière Jolie (La Tuque)
- Rivière Windigo
  - Rivière Windigo Ouest
  - Rivière Windigo Nord-Ouest
  - Rivière Cabeloga
- Ruisseau des Sauvages (réservoir Blanc)
- Rivière Jolie (réservoir Blanc)
  - Rivière Jolie Ouest
- Rivière Pierriche (désignée populairement "Grande rivière Pierriche")
  - Rivière Pierriche Nord-Ouest
    - Rivière Chacola

  - Rivière Pierriche du Milieu
  - Branche Nord-Est de la Pierriche
- Petite rivière Pierriche
- Rivière Trenche
  - Rivière de la Tête à l'Ours
  - Rivière Bonhomme
  - Rivière Trenche Sud
  - Rivière Trenche Est
    - Petite rivière Trenche Ouest

  - Rivière Raimbault
    - Rivière aux Eaux Mortes (rivière Raimbault)
    - Rivière Raimbault Est

  - Rivière à la Corne
  - Rivière du Mâle
    - Rivière du Mâle Nord

  - Rivière Chaumonot
- Rivière Croche
  - Rivière Patrick (rivière Croche)
  - Rivière du Brûlé (rivière Croche)
  - Petite rivière Croche
    - Petite rivière Croche Nord
- Rivière Bostonnais
  - Rivière Borgia
  - Rivière Pequaquasoui
  - Chenal Bostonnais
  - Rivière Stewart (rivière Bostonnais)
- Petite rivière Bostonnais
  - Rivière le Fouet
  - Rivière Épervier
  - Rivière Mystérieuse
- Rivière Grosbois
- La Petite Rivière (rivière Saint-Maurice)
- Ruisseau à l'Oiseau
- Rivière du Caribou (Lac-Normand)
- Rivière Mékinac
  - Rivière Boucher (Mékinac)
  - Rivière du Milieu (Mékinac)
    - Rivière Bessonne
    - Rivière aux Brochets (Lac-Masketsi)
    - Rivière aux Eaux Mortes (Mékinac)
- Rivière Noire (Shawinigan)
- Rivière aux Rouilles
- Rivière Cachée (rivière Saint-Maurice)

##### Réservoir Gouin
(Sens horaire à partir de l'embouchure)
- Rivière Jean-Pierre (réservoir Gouin)
- Rivière Atimokateiw
- Rivière de la Galette (réservoir Gouin)
  - Rivière Leblanc (réservoir Gouin)
- Rivière Wacekamiw (via le lac Mikisiw Amirikanan)
- Rivière Nemio (via le lac Bureau)
- Rivière Oskélanéo (via le lac Bureau)
  - Rivière Mistatikamekw
- Décharge du lac Tessier (réservoir Gouin) (via la baie Saraana)
  - Rivière Faucher
- Rivière Flapjack (via la baie Mattawa)
- Ruisseau Bignell (via la baie Adolphe-Poisson)
- Rivière Mégiscane (partie supérieure déviée)
- Rivière Suzie (courant dévié)
- Ruisseau Plamondon (réservoir Gouin) (via la Baie Plamondon (réservoir Gouin))
- Rivière Piponisiw (via le lac Simard (réservoir Gouin) et le lac Miller)
- Ruisseau de la Rencontre (via le lac du Mâle (réservoir Gouin)
- Rivière Toussaint (via le lac Kamitcikamak)
- Rivière Mathieu
- Rivière Kakospictikweak (via le lac Omina)
  - Rivière Pokotciminikew
  - Rivière Wawackeciw
- Rivière Kakiskeaskoparinaniwok
- Ruisseau à l'Eau Claire (réservoir Gouin) (via la baie Verreau)
  - Rivière Ohomisiw (via le lac Witiko)
- Rivière Wapous
- Ruisseau Verreau (via la baie Verreau)
- Rivière Sakiciw (via le lac Magnan)
  - Ruisseau Oskatcickic
- Rivière Nimepir (relié au lac Magnan)
- Rivière Papactew (via le lac Magnan)
- Rivière Kiackw (via le lac Magnan)
- Rivière Wapous (via la baie au Vison)
- Rivière au Vison (via la baie au Vison)
- Rivière au Vison Ouest (via la baie au Vison)

#### Rive nord en aval deTrois-Rivières
- Rivière Champlain
  - Rivière Brûlée (rivière Champlain)
  - Rivière au Lard (rivière Champlain)
  - Rivière à la Fourche (rivière Champlain)
    - Rivière Noire (rivière à la Fourche)

#### Vallée de la rivière Batiscan
- Rivière Batiscan
  - Rivière aux Castors Noirs
    - Rivière Aberdeen (via le Lac aux Biscuits)

  - Rivière aux Éclairs
  - Rivière Miguick
  - Rivière à Pierre
    - Rivière Blanche (rivière à Pierre)
    - Petite rivière Batiscan

  - Rivière à Veillet
  - Rivière Jeannotte
    - Rivière aux Rognons
    - Petite rivière Vermillon
    - Ruisseau du Lac au Lard
      - Lac au Lard
        - Rivière Doucet (rivière Jeannotte) (via le Lac au Lard)

  - Rivière Serpentine (Portneuf)
  - Rivière Propre
  - Rivière Tawachiche
    - Rivière Tawachiche Ouest

  - Rivière Pierre-Paul
  - Rivière des Envies
    - Rivière à la Tortue
    - Rivière Mékinac du Nord
      - Rivière Mékinac du Sud

  - Rivière des Chutes (rivière Batiscan)
  - Rivière à la Lime

#### Rive Nord en aval de Batiscan
- Rivière Sainte-Anne (Les Chenaux)
  - Rivière Charest
  - Rivière Niagarette
    - Petite rivière Niagarette

  - Rivière Noire (rivière Sainte-Anne)
    - Rivière Blanche (Saint-Casimir)
      - Lac Blanc (Saint-Ubalde)
        - Rivière des Pins (lac Blanc)

      - Rivière Weller

  - Rivière Jacquot
    - Rivière Américaine
    - Rivière Rondeau

  - Bras du Nord (rivière Sainte-Anne)
    - Rivière Mauvaise
      - Rivière Cachée (rivière Mauvaise)

    - Rivière Sainte-Anne Ouest
    - Rivière Neilson (bras du Nord)
    - Rivière de la Roche Plate
    - Rivière Écartée

  - Rivière Verte (rivière Sainte-Anne)
  - Rivière Talayarde
    - Rivière Talayarde Nord-Est

  - Rivière Chézine
    - Rivière Chézine Nord

  - Rivière Tourilli
  - Rivière aux Ours (rivière Sainte-Anne)
- Rivière du Moulin (Deschambault-Grondines)
  - Rivière des Étangs
- Rivière La Chevrotière
- Rivière Portneuf (Capitale-Nationale)
  - Rivière des Sept Îles
    - Rivière d'Aulnage

  - Rivière Chaude (rivière Portneuf)
  - Rivière Saint-Jacques (rivière Portneuf)
  - Lac Sept Îles (Saint-Raymond)
    - Rivière Gosford
- Rivière Jacques-Cartier
  - Rivière Ontaritzi
    - Lac Saint-Joseph (La Jacques-Cartier)
      - Rivière aux Pins (lac Saint-Joseph)
        - Rivière de la Somme
        - Petite rivière aux Pins

  - Rivière Cassian
  - Rivière Cook (Québec)
  - Rivière Cachée (rivière Jacques-Cartier)
  - Rivière à l'Épaule
  - Rivière Sautauriski
    - Rivière à la Chute (rivière Sautauriski)

  - Rivière Jacques-Cartier Nord-Ouest
    - Rivière Jacques-Cartier Sud
    - Rivière Cavée

  - Rivière du Malin
    - Rivière Rocheuse (rivière du Malin)

  - Rivière Launière
    - Rivière du Milieu (rivière Launière)

  - Rivière aux Pommes
    - Rivière Noire (rivière aux Pommes)
- Rivière à Matte
- Rivière des Roches (Saint-Augustin-de-Desmaures)
- Rivière Charland
- Rivière du Curé
- Rivière du Cap Rouge
- Rivière Saint-Charles
  - Rivière Lorette
  - Rivière Nelson
    - La Petite Rivière (rivière Nelson)

  - Lac Saint-Charles
    - Rivière des Hurons (lac Saint-Charles)
      - Rivière Hibou
      - Rivière Noire (rivière des Hurons)
      - Rivière Turgeon (rivière des Hurons)

  - Rivière Jaune (rivière Saint-Charles)
  - Rivière du Berger
    - Rivière des Roches (rivière du Berger)
    - Rivière des Sept Ponts

  - Rivière Lairet (désigné "Bassin Lairet")

#### Rive nord en aval de la ville de Québec
- Rivière Montmorency
  - Rivière du Lac
  - Rivière aux Pins (rivière Montmorency)
  - Rivière Richelieu (rivière Montmorency)
  - Rivière à l'Île (ex-rivière "Saint-Adolphe")
  - Rivière Noire (rivière Montmorency)
  - Rivière des Neiges
    - Rivière Savane (rivière des Neiges)
    - Rivière du Camp Brûlé

  - Rivière Blanche (rivière Montmorency)
  - Rivière Smith (rivière Montmorency) (ex-rivière de la Décharge)
    - Petite rivière Smith

  - Rivière Rouge (rivière Montmorency)
    - Rivière Rouge Est

  - Rivière Ferrée (rivière Montmorency)
    - Rivière la Retenue
- Rivière du Petit Pré
- Rivière Valin (La Côte-de-Beaupré)
- Rivière Cazeau
- Rivière Le Moyne
- Rivière du Sault à la Puce
- Rivière aux Chiens (Côte de Beaupré)
  - Rivière des Sept Crans
- Rivière Sainte-Anne (Beaupré)
  - Rivière Jean-Larose
  - Rivière des Roches (rivière Sainte-Anne)
  - Petite rivière Savane (rivière Sainte-Anne)
  - Rivière du Mont Saint-Étienne
  - Rivière Brûlé (rivière Sainte-Anne)
  - Rivière Savane du Nord
  - Rivière Lombrette
    - Rivière des Chenaux
- Petite rivière Saint-François
- Ruisseau de la Martine
  - Rivière du Sault (Charlevoix)
- La Vieille Rivière
- Rivière du Moulin (Baie-Saint-Paul)
- Rivière du Gouffre
  - Bras du Nord-Ouest
    - Rivière à Idas

  - Rivière à Renaud
  - Rivière des Mares
    - Ruisseau du Pied du Mont
      - Rivière à Ange

    - La Grosse Décharge Ouest
      - La Grosse Décharge Est

  - Rivière Rémy
  - Le Gros Bras (rivière du Gouffre)
    - Rivière des Monts
    - Le Petit Bras (Le Gros Bras)

  - Rivière du Gouffre Sud-Ouest
  - Rivière des Îlets (rivière du Gouffre)
  - Rivière de Chicago
  - Rivière à la Loutre (rivière du Gouffre)
  - Ruisseau de la Goudronnerie
- Rivière des Boudreault
- Rivière du Seigneur
  - Rivière Armand-Jude
- Rivière Jean-Noël
  - Rivière du Premier Rang
  - Rivière Jean-Noël Nord-Est
- Rivière Mailloux
- Rivière Malbaie
  - Petite rivière Malbaie
  - Rivière Barley
  - Rivière Porc-Épic
  - Rivière des Martres
  - Rivière de l'Enfer
  - Rivière du Chemin des Canots
  - Rivière à la Cruche (rivière Malbaie)
  - Ruisseau à John (rivière Malbaie)
  - Rivière Snigole
  - Rivière Jacob
  - Rivière Comporté
- Rivière à la Loutre (La Malbaie)
- Rivière du Port au Saumon
- Rivière du Port au Persil
- Rivière Noire (Charlevoix)
  - Rivière Noire Sud-Ouest
  - Rivière Noire du Milieu
- Rivière du Port aux Quilles
- Rivière de la Baie des Rochers

#### Affluents de la Rivière Saguenay
Rive Sud (à partir de la confluence de la rivière Saguenay)
- Rivière des Petites Îles
- Rivière Saint-Étienne (Québec)
- Rivière Saint-Athanase
- Rivière Petit Saguenay
  - Rivière Deschênes (rivière Petit Saguenay)
  - Rivière du Portage (Petit-Saguenay)
  - Rivière du Cabanage
- Rivière Saint-Jean (rivière Saguenay)
  - Bras à Pierre
  - Rivière Cami
    - Rivière à la Catin
    - La Petite Rivière (rivière Cami)
      - Ruisseau Épinglette

  - Lac Brébeuf (rivière Saint-Jean)
    - Rivière Pierre (lac Brébeuf)
    - Bras de Ross (lac Brébeuf)
- Rivière Éternité
- Rivière à la Croix (rivière Saguenay)
- Rivière Ha! Ha!
  - Bras d'Hamel
    - Bras Rocheux

  - Rivière à Pierre (rivière Ha! Ha!)
  - Rivière Huard
  - Rivière des Cèdres (rivière Ha! Ha!)
- Rivière à Mars
  - Bras du Coco
  - Rivière à Mars Nord-Ouest
  - Bras de l'Enfer (rivière à Mars)
  - Bras d'Isaïe
    - Bras des Mouches

  - La Grosse Décharge
    - La Petite Décharge (La Grosse Décharge)
- Rivière à Benjamin
- Rivière Gauthier (rivière Saguenay)
- Rivière du Moulin (Saguenay)
  - Bras de Jacob
    - Bras Henriette
    - Bras de Jacob Ouest

  - Bras Sec (rivière du Moulin)
- Rivière aux Rats (Saguenay)
- Rivière Chicoutimi
  - Lac Kénogami
    - Rivière Simoncouche
    - Rivière Cyriac
      - Rivière Gilbert (rivière Cyriac)
      - Rivière Normand
      - Rivière Jean-Boivin
        - Petite rivière Jean-Boivin

    - Rivière Pikauba
      - Ruisseau L'Abbé
      - Bras des Angers
      - Rivière Apica
      - Rivière Pika
      - Petite rivière Pikauba
      - Rivière aux Écorces (rivière Pikauba)
        - Rivière Sawine
        - Rivière Morin
        - Rivière aux Canots (rivière aux Écorces)
          - Rivière aux Canots Est

        - Rivière Trompeuse
        - Rivière aux Écorces Nord-Est
        - Rivière aux Écorces du Milieu

    - Rivière Cascouia
- Rivière aux Sables (rivière Saguenay)
- Rivière du Lac Onésime
- Rivière Dorval
  - Rivière Bruyère
- La Petite Décharge
  - Rivière Bédard (rivière Saguenay)
    - Rivière Raquette
    - Petite rivière Bédard

Rive Nord (à partir de la confluence de la rivière Saguenay)
- Rivière Sainte-Marguerite
  - Rivière Caribou (rivière Sainte-Marguerite)
  - Bras des Murailles
    - Rivière Boivin (bras des Murailles)

  - Rivière Sainte-Marguerite Nord-Est
    - Rivière Olaf
    - Petite rivière des Savanes (rivière Sainte-Marguerite Nord-Est)
- Rivière de la Descente des Femmes
- Rivière Pelletier (rivière Saguenay)
- Rivière aux Outardes (rivière Saguenay)
  - Rivière aux Foins (rivière aux Outardes)
- Rivière à la Loutre (rivière Saguenay)
- Rivière Valin (rivière Saguenay)
  - Le Petit Bras (rivière Valin)
  - Bras Fournier
  - Bras des Canots
  - Rivière Saint-Louis (rivière Valin)
  - Bras de l'Enfer (rivière Valin)
  - Bras du Nord (rivière Valin)
    - Bras de Fer (bras du Nord)
- Rivière Caribou (rivière Saguenay)
- Rivière Michaud (rivière Saguenay)
- Rivière aux Vases (rivière Saguenay)
  - Bras Cimon
    - Rivière Hood (Québec)
- Rivière Shipshaw
  - Rivière de la Boiteuse (via le lac Onatchiway)
  - Rivière du Portage (rivière Shipshaw)
  - Rivière Onatchiway (via le Petit lac Onatchiway)
    - Rivière au Poivre (via le Lac Louise)

  - Rivière Beauchêne (rivière Shipshaw)
  - Rivière de la Tête Blanche
    - Petite rivière de la Tête Blanche
    - Rivière Beauséjour
    - Rivière à la Hache
      - Rivière de la Petite Hache (via le "Lac de la Petite Hache")

  - Rivière des Huit Chutes
    - Rivière des Huit Chutes Est

  - Rivière Nisipi
  - Rivière Étienne (rivière Shipshaw)
- Rivière des Aulnaies (rivière Saguenay)
  - Rivière Labonté
  - Rivière des Habitants
  - Rivière à l'Ours (rivière des Aulnaies)
- La Grande Décharge
  - Rivière Mistouk
    - Le Petit Mistouk
    - Rivière aux Sables (rivière Mistouk) (via le lac Labrecque)

  - Rivière aux Harts
  - Rivière aux Chicots

#### Affluents du lac Saint-Jean
En ordre selon le sens horaire.
- La Belle Rivière
  - Lac de la Belle Rivière
    - Rivière des Aulnaies (la Belle Rivière)
    - Rivière du Milieu (lac de la Belle Rivière)
- Rivière Couchepaganiche
  - Rivière Couchepaganiche Est
- Rivière Métabetchouane
  - Rivière MacDonald (rivière Métabetchouane)
  - Rivière L'Abbé (rivière Métabetchouane)
  - Rivière à la Carpe (rivière Métabetchouane)
  - Rivière aux Canots (rivière Métabetchouane)
  - Rivière Moncouche
    - Rivière aux Montagnais
      - Ruisseau Contourné

  - Rivière Métascouac
  - Rivière Métascouac Sud
  - Rivière Métabetchouane Est
  - Rivière de la Place
  - Rivière à la Chute (rivière Métabetchouane)
  - Rivière de la Chaine
  - Rivière Prudent
  - Grande rivière Désir
- Rivière à Grignon
- Rivière Ouiatchouan
  - Petite rivière de la Savane
  - Rivière Qui-Mène-du-Train (via le lac Ouiatchouan)
  - Lac des Commissaires
    - Rivière des Commissaires
    - Rivière Goddard
    - Rivière Goéland (lac des Commissaires)

  - Rivière Argent
  - Rivière Goéland
    - Rivière du Fouet (lac au Mirage)
    - Rivière Joseph-Louis

  - Rivière au Français
    - Rivière à la Perche (lac des Commissaires)

  - Rivière Crespieul
  - Rivière Ouellet
- Rivière Ouananiche
- Rivière Ouiatchouaniche
- Rivière à la Chasse (lac Saint-Jean)
- Rivière aux Iroquois
  - Deuxième bras des Iroquois
- Rivière Ashuapmushuan
  - Rivière à l'Ours (rivière Ashuapmushuan)
    - Rivière du Castor (rivière à l'Ours)
    - Rivière Ovide
    - Petite rivière à l'Ours (rivière à l'Ours) - Sud
    - Petite rivière à l'Ours (rivière à l'Ours) - Ouest

  - Petite rivière Eusèbe
    - Rivière à la Carpe (Petite rivière Eusèbe)

  - Rivière aux Saumons (rivière Ashuapmushuan)
    - Rivière au Doré
      - Rivière au Doré Ouest

    - Rivière Indienne

  - Rivière Pémonca
    - Rivière aux Trembles

  - Rivière du Cran
  - Rivière Chigoubiche
    - Rivière Vermillon (rivière Chigoubiche)
    - Rivière à la Pêche (rivière Chigoubiche)
    - Rivière du Pilet
    - Rivière du Grand Portage
      - Rivière du Grand Portage Sud-Ouest
      - Rivière du Grand Portage Sud-Est

  - Rivière Kanishushteu
    - Rivière Kanatuashuekanutsh

  - Rivière ? (via le lac Ashuapmushuan)
    - Rivière de la Licorne (via le lac Gabriel-Fleury)

  - Rivière Marquette (via le lac Ashuapmushuan)
    - Rivière Marquette Ouest

  - Rivière Normandin (via le lac Ashuapmushuan)
    - Rivière du Milieu (rivière Normandin)
      - Rivière Maskoskanaw

    - Ruisseau Bouteroue
    - Rivière Boisvert (rivière Normandin)
      - Rivière Hogan

    - Rivière de la Coquille
    - Rivière au Tonnerre (rivière Normandin)
    - Rivière Chaudière (rivière Normandin)

  - Rivière la Loche (rivière Ashuapmushuan)
    - Petite rivière du Chef

  - Rivière Mazarin
  - Rivière du Chef
    - Rivière Dobleau
      - Rivière Hilarion
      - Rivière des Grèves

    - Rivière de l'Épervier
    - Rivière de la Petite Grand-Mère
    - Rivière Chonard
    - Rivière de la Petite Meule
    - Rivière Dorée (rivière du Chef)
    - Rivière Nestaocano
      - Rivière Nestaocano Ouest

    - Rivière Crochue
      - Rivière Azianne

  - Rivière aux Brochets (rivière Ashuapmushuan)
  - Petite rivière aux Saumons
  - Rivière à la Loutre (rivière Ashuapmushuan)
- Rivière Ticouapé
- Rivière Mistassini
  - Rivière Ouasiemsca
    - Rivière Micosas
      - Rivière Élizabeth
        - Rivière Brûle-Neige (rivière Élizabeth) (via le lac Dufresne)

      - Rivière Ferrée (rivière Mocosas)

    - Rivière du Carcajou
    - Rivière des Cyprès
    - Rivière Nistocaponano

  - Rivière Gervais
  - Rivière à la Truite (rivière Mistassini)
    - Petite rivière à la Truite (rivière à la Truite) (via le Lac à la Truite)

  - Rivière Papillon
  - Rivière Samaqua
  - Rivière aux Rats (rivière Mistassini)
    - Ruisseau du Loup-Cervier (rivière aux Rats)
      - Petite rivière aux Foins
        - Petite rivière à la Truite (Petite rivière aux Foins)

    - Rivière de la Perdrix Blanche
      - Rivière Nepton (rivière de la Perdrix Blanche)

    - Rivière Catherine
    - Petite rivière aux Rats (rivière aux Rats)
    - Rivière Déception (rivière aux Rats)
    - Rivière de l'Écluse (rivière aux Rats)
    - Ruisseau à la Corne
    - Rivière à la Carpe

  - Rivière Mistassibi
    - Petite rivière Rousseau
    - Rivière aux Oiseaux
    - Rivière Bureau (rivière Mistassibi)
    - Rivière Daniel (rivière Mistassibi)
    - Rivière Mistassibi Nord-Est
      - Rivière Boisvert (rivière Mistassibi Nord-Est)
      - Rivière à François
      - Rivière Henri

    - Rivière Brûle-Neige
    - Rivière Connelly
    - Rivière du Banc de Sable (rivière Mistassibi)
    - Rivière Savard (rivière Mistassibi)
      - Ruisseau Milot (rivière Savard)
        - Rivière Perron

    - Rivière du Dépôt
- Rivière Péribonka (VOIR LA SECTION SUIVANTE)
- Rivière Taillon
- Rivière à la Pipe

##### Affluents de la rivière Péribonka
Rive Est (à partir de l'embouchure)
- Rivière Péribonka
  - Rivière Noire (rivière Péribonka)
  - Rivière Blanche (rivière Péribonka) (via lac Tchitogama)
  - Rivière Malek
  - Rivière du Canal Sec
  - Rivière Manouane (rivière Péribonka)
    - Rivière du Portage (rivière Manouane)
    - Rivière Alma (rivière Manouane)
    - Rivière Houlière
    - Petite rivière Manouane
      - Rivière Duhamel
      - Rivière Durfort

    - Lac Manouane (Mont-Valin)
      - Petite rivière des Perdrix Blanches
      - Rivière des Montagnes Blanches
        - Rivière aux Perches (rivière des Montagnes Blanches)
        - Rivière Falconio

    - Rivière Manouaniche
    - Rivière à Georges
    - Rivière du Castor-Qui-Cale
      - Rivière Brûlée (rivière du Castor-Qui-Cale)

    - Rivière Naja
    - Rivière du Grand Détour

  - Petite rivière Shipshaw
  - Rivière à la Carpe (rivière Péribonka)
  - Rivière Cocoumenen
  - Rivière Bonnard (via le lac Onistagane)
    - Rivière Modeste

  - Rivière Savane (rivière Péribonka)
    - Rivière Courtois
    - Rivière du Cran Cassé
    - Rivière Lerole
    - Rivière Benoît
      - Rivière à Michel Nord

    - Rivière à Michel (rivière Savane)

  - Rivière Épervanche
  - Rivière Péribonka Est
    - Rivière Carignan

Rive Ouest (à partir de la source)
- Rivière Péribonka
  - Rivière de la Grande Loutre
  - Rivière Saint-Onge (rivière Péribonka)
  - Rivière de l'Épinette Rouge
  - Rivière Brodeuse
  - Rivière au Serpent (rivière Péribonka)
    - Rivière Étienniche
      - Rivière D'Ailleboust (via le lac D'Ailleboust)

    - Rivière au Serpent Sud-Ouest
      - Rivière du Sapin Croche
      - Rivière Lapointe (rivière au Serpent Sud-Ouest) (via le lac du Serpent)

    - Rivière Ashiniu
    - Rivière Kauashetesh
    - Rivière des Prairies (rivière au Serpent)
    - Rivière Dumau
      - Rivière Lekau

  - Rivière du Sault (rivière Péribonka)
  - Rivière Louke
  - Rivière des Savard
  - Rivière du Banc de Sable (rivière Péribonka)
  - Rivière Brûlée (rivière Péribonka)
  - Rivière Bernabé
  - Rivière Belley (rivière Péribonka)
    - Petite rivière Belley

  - Rivière Alex (rivière Péribonka)
    - Rivière Milot
    - Rivière Épiphane
    - Rivière des Aigles (rivière Alex)
      - Rivière Manigouche
      - Rivière à Patrick
        - Rivière Patrick Ouest (via le "lac aux Bleuets secs")

    - Rivière des Épinettes Noires
    - Rivière du Nord (rivière Alex)
    - Rivière du Portage (rivière Alex)

  - Rivière Saint-Ludger
  - Rivière à Michel (rivière Péribonka)
  - Petite rivière Péribonka
    - Rivière Noire (Petite rivière Péribonka)
      - Rivière Villeneuve

    - Rivière Doucet (Petite rivière Péribonka)
    - Rivière Moreau (Petite rivière Péribonka)

#### Côte-Nord - en aval de Tadoussac
- Rivière du Moulin à Baude
  - Rivière Lapointe (rivière du Moulin à Baude)
- Rivière des Petites Bergeronnes
  - Lac des Sables (rivière des Petites Bergeronnes)
    - Rivière des Sables (lac des Sables)
- Rivière des Grandes Bergeronnes
  - Rivière du Bas de Soie
  - Rivière Beaulieu
- Rivière des Escoumins
  - Rivière à Cassette
  - Rivière à Polette
  - Rivière Maclure
  - Rivière Chatignies
    - Rivière Boulanger

  - Rivière des Savanes
- Rivière Moreau
- Rivière des Petits Escoumins
- La Petite Romaine
- Rivière du Sault au Mouton
  - Rivière aux Castors (rivière du Sault au Mouton)
  - Rivière Roussel
- Rivière Éperlan
- Rivière à la Truite (La Haute-Côte-Nord)
- Rivière Portneuf (Côte-Nord)
  - Rivière des Cèdres (rivière Portneuf)
  - Rivière aux Ours (rivière Portneuf)
  - Rivière Jos-Ross
  - Rivière Brûlée (rivière Portneuf)
  - Rivière Portneuf Est
    - Rivière Plate (rivière Portneuf Est)

  - Rivière Rocheuse (rivière Portneuf)
  - Rivière Noire (rivière Portneuf)
  - Rivière à Philias
  - Petite rivière Noire (rivière Portneuf)
  - Petite rivière Marguerite
- Rivière du Sault aux Cochons
  - Rivière la Loche (rivière du Sault aux Cochons)
  - Rivière aux Canards (rivière du Sault aux Cochons)
  - Rivière la Pipe (via le lac Kakuskanus et le lac du Sault aux Cochons);
  - Rivière Isidore
    - Rivière Isidore Ouest
    - Rivière Isidore Est

  - Ruisseau à Truchon
  - Rivière Nicette
  - Rivière à la Dame
- Rivière Laval
  - Rivière aux Pins (rivière Laval)
    - Rivière Fournier

  - Rivière Ouelette
  - Rivière Adam (rivière Laval)
    - Petite rivière Ouelette
    - Rivière aux Lacs
- Rivière Blanche (Colombier)
- Rivière Colombier

#### Côte-Nord - Rivière Betsiamites et affluents en aval
Rive Ouest
- Rivière Betsiamites
  - Rivière Volant
    - Rivière Virot

  - Rivière Lessard (rivière Betsiamites)
  - Rivière Leman
  - Réservoir Pipmuacan
    - Rivière Desroches (rivière Betsiamites)
    - Rivière Lionnet (via le lac Dubuc (rivière Lionnet))
    - Rivière Andrieux
    - Rivière à Paul
    - Rivière aux Sables (réservoir Pipmuacan)
      - Rivière des Eaux Mortes (via le lac au Menton)
      - Ruisseau Éléphant
        - Rivière aux Castors (rivière aux Sables)

      - Rivière Tagi
      - Rivière Wapishish
      - Rivière Poulin
      - Rivière à la Cruche (rivière aux Sables)

    - Rivière aux Chutes (réservoir Pipmuacan)
      - Rivière La Sorbie (via le Lac La Sorbière)
        - Rivière La Maria (via le Lac Rond)
          - Rivière Vénus
          - Rivière Jérémy
          - Rivière François-Paradis (via le lac Maria-Chapdelaine)
            - Rivière Florian (via le lac Bergeron (rivière François-Paradis)

    - Rivière Saint-Yves
    - Rivière Manouaniche (via le lac Melonèze)
    - Rivière de l'Épinette
    - Rivière Pipmuncan
      - Rivière Pipmuncan Ouest

    - Rivière aux Hirondelles
    - Rivière Sylvestre
    - Rivière La Tourette
    - Rivière Tokencutout
    - Rivière Micheline
    - Rivière Madeleine (rivière Betsiamites)

Rive Est
- Rivière Betsiamites
  - Rivière Manouanis (via le lac Manouanis)
  - Rivière de la Grande Charge (via le lac Perdu (rivière Betsiamites))
  - Rivière Pékans (via le lac Perdu (rivière Betsiamites))
  - Rivière Auriac
    - Rivière Lisette

  - Rivière Écho (rivière Betsiamites)
  - Rivière Canton
  - Rivière Praslin
  - Rivière en dentelle (via les lacs Roy et Betchie)
  - Rivière au Brochet
    - Rivière Riverin
    - Rivière aux Biscuits

  - Rivière Cabituquimats
  - Rivière Martineau
  - Rivière Frégate
  - Rivière Boucher (rivière Betsiamites)
    - Rivière Saint-Onge (rivière Boucher)
    - Rivière du Portage (rivière Boucher)

  - Rivière Laliberté
  - Rivière Nipi
- Rivière de Papinachois
- Rivière Barthélemy
- Rivière aux Rosiers
- Rivière Ragueneau
  - Rivière Ragueneau Est

#### Côte-Nord - Rivière aux Outardes et affluents vers l'Est
- Rivière aux Outardes
  - Rivière à la Truite (rivière aux Outardes)
  - Rivière Rochue
  - Rivière au Loup Marin
    - Rivière Caouishtagamac

  - Rivière Chevalier (rivière aux Outardes)
    - Rivière Bureau (rivière Chevalier)

  - Rivière Roquemont
  - Rivière à la Croix (rivière aux Outardes)
  - Rivière aux Bleuets (rivière aux Outardes)
  - Rivière Minauaniss
    - Lac Plétipi
      - Rivière Boivin (rivière aux Outardes) (via le lac Boivin (rivière aux Outardes) et le lac Plétipi)

  - Rivière Matonipi
  - Rivière Tortueuse
  - Réservoir aux Outardes 4
    - Rivière Lapointe (réservoir Outardes Quatre)
    - Rivière du Remous
    - Rivière au Brochet (rivière aux Outardes)
    - Rivière Hulot (via le lac Hulot)
    - Rivière Blanzy
    - Rivière à l'Argent (via le lac du Coude)
      - Rivière Villéon
      - Rivière du Grand Brûlé

    - Rivière des Chutes (rivière aux Outardes)
    - Rivière du Porc-Épic
    - Rivière Nouvel

  - Rivière Croche (rivière aux Outardes)
  - Rivière Desgouttes (via le lac Plétipi)
  - Rivière des Bois (rivière aux Outardes)
  - Rivière du Bois Long
  - Rivière Antrim
  - Rivière Georges-Tremblay
- Rivière Saint-Athanase Ouest
- Rivière Saint-Athanase (Pointe-aux-Outardes)

#### Côte-Nord - Rivière Manicouagan et affluents vers l'Est
- Rivière Manicouagan
  - Rivière Blanche (rivière Manicouagan)
  - Réservoir Manic Deux
    - Rivière Landry

  - Rivière Caouette
  - Rivière Vallant
    - Rivière Vallant Est

  - Rivière Gaillard
  - Rivière Vachon (rivière Manicouagan)
  - Rivière Quicaquestagane
  - Rivière Anita
  - Réservoir Manic Cinq
    - Rivière Paradis
    - Rivière Utiskhku
    - Rivière Mouchalagane
      - Rivière Tuk
      - Rivière Marsac
      - Rivière Labadie
      - Rivière Pipichicau

    - Rivière Seignelay
      - Séchelles River

    - Rivière Racine de Bouleau
    - Rivière Themines
      - Rivière Petit Brochet

    - Beaupré River
    - Rivière Hart Jaune
      - Blough River

    - Rivière Savard

  - Rivière Lemay
    - Rivière Aguenier

  - Rivière Caopachaco
  - Rivière Landry
  - Rivière Toulnustouc
    - Rivière Isoukustouc
      - Rivière du Chien
      - Rivière Capaotigamau
      - Rivière Pourroy
      - Rivière Qu'Appelle (Côte-Nord)

    - Rivière du Caribou
    - Rivière Rocque
    - Rivière Fontmarais
    - Rivière Learmonth

  - Rivière Toulnustouc Nord-Est
    - Rivière Régis
    - Rivière Boisvert (rivière Toulnustouc Nord-Est)
    - Rivière Pistuacanis
- Rivière Amédée
  - Le Petit Bras (rivière Amédée)
- Rivière à la Chasse (Baie-Comeau)
- Rivière aux Anglais
  - Rivière Épinette
  - Rivière Brisson (rivière aux Anglais)
  - Rivière Françoise
  - Rivière des Trois Pointes
  - Rivière Tremblay
- Rivière Mistassini (Manicouagan)
  - Rivière Baudin
  - Rivière Georges (rivière Mistassini)
- Rivière Franquelin
  - Rivière Bouchard
  - Rivière Franquelin Branche Ouest
    - Rivière Lessard (rivière Franquelin Branche Ouest)

  - Rivière Ma Tante
  - Rivière Thompson (rivière Franquelin)
- Rivière Saint-Nicholas
- Rivière Godbout
  - Rivière Godbout Est
    - Rivière Beauzèle

  - Rivière Bignell (rivière Godbout)
  - Rivière Régis
  - Rivière Boisvert (Godbout River)
  - Rivière Étienne (rivière Godbout)
  - Rivière Mon Oncle
- Rivière de la Trinité
- Rivière Pentecôte
  - Rivière Dubé
  - Rivière Petite Pentecôte
    - Rivière Caotibia
      - Rivière du Coude
- Rivière du Calumet (Haute Côte-Nord)
- Rivière aux Crapauds
  - Rivière Saint-Pierre (rivière aux Crapauds)
  - Rivière Dubé
  - Rivière de la Baie (rivière aux Crapauds)
  - Rivière du Pont
- Rivière Riverin
- Rivière des Îles de Mai
- Rivière aux Rochers
  - Rivière Pasteur

#### Côte-Nord - Rivière Sainte-Marguerite et affluents vers l'Est
- Rivière Sainte-Marguerite
  - Rivière Valin (rivière Sainte-Marguerite)
  - Rivière Ferrée (rivière Sainte-Marguerite)
  - Rivière Jean-Pierre (rivière Sainte-Marguerite)
  - Rivière Kausseshkau
  - Rivière de la Montagne Blanche
- Rivière Hall (Baie des Sept Îles)
- Rivière Moisie
  - Rivière Kachiwiss
  - Rivière Ouapetec
  - Rivière aux Pékans
    - Rivière Carhel
    - Rivière Crasse

  - Rivière Taoti
  - Petite rivière Taoti
  - Rivière Joseph
  - Rivière à l'Eau Dorée
  - Rivière Nipissis
    - Rivière Mistamoue (via le lac Siamois
      - Rivière Matinipi

    - Rivière Wacouno
    - Rivière Nipisso
    - Rivière McDonald

  - Petite rivière à la Truite (rivière Moisie)
- Rivière Matamec
- Rivière aux Loups Marins
- Rivière Pigou
  - Rivière Pigou-Est
- Rivière au Bouleau
  - Petite rivière au Bouleau
  - Rivière Chiskal
    - Rivière à Dupuis
- Rivière du Sault Plat
- Rivière Tortue (Côte-Nord)
  - Petite rivière Tortue
  - Rivière aux Chutes
  - Rivière aux Îlets
- Rivière du Sault Blanc
- Ruisseau à Moïse
- Rivière Manitou (Minganie)
  - Ruisseau à Marcel
  - Petite rivière Manitou
  - Rivière à la Truite (rivière Manitou)
- Rivière aux Graines (Minganie)
- Rivière à la Chaloupe
  - Rivière Robichaud
  - Rivière Guillaume
  - Rivière Vibert
- Rivière Sheldrake
- Rivière Couture
- Rivière Jim-Hearst
- Rivière Moyac
- Rivière Duck (Minganie)
- Rivière au Tonnerre (Minganie)
- Rivière Brûlée (Minganie)
- Rivière Béline
- Rivière Magpie (Québec)
  - Rivière Magpie Est
- Rivière Saint-Cœur
- Rivière Saint-Jean (Minganie)
  - Rivière Chambers
    - Rivière Chambers Est

  - Rivière à Méo
  - Rivière Saint-Jean Nord-Est
    - Rivière Matamek
- Rivière Mingan
  - Rivière Mitshem Kutshieu
  - Rivière Mingan Nord-Ouest
  - Rivière Maurice
- Rivière Kamenakapeu

#### Côte-Nord - en aval de la Rivière Romaine
- Rivière Romaine (Terre-Neuve-Québec)
  - Rivière Maleck
  - Rivière Puyjalon
    - Rivière Bat-le-Diable
    - Rivière Allard (rivière Puyjalon)
    - Rivière Octave (lac Puylalon) (via lac Puyjalon)
    - Rivière Perugia (via lac Puyjalon)
    - Rivière au Foin

  - Rivière Bernard
  - Rivière Glapion
  - Rivière Baubert
  - Rivière Jérôme
  - Petite rivière Romaine
  - Rivière Touladis
  - Rivière aux Pêcheurs
  - Rivière aux Fleurs
  - Rivière aux Brochets (rivière Romaine)
  - Rivière des Cinq Lacs
  - Décharge du lac Pommerel (Terre-Neuve)
  - Rivière Sénéchal (Terre-Neuve)
  - Décharge du lac Normand (Terre-Neuve-Québec)
  - Rivière aux Sauterelles
  - Rivière Garneau (rivière Romaine)
    - Rivière Garneau Ouest
    - Rivière Marthe

  - Rivière de l'Abbé-Huard
  - Rivière Romaine Sud-Est
- Rivière Aisley
- La Petite Rivière (Minganie)
- La Grande Rivière (Minganie)
- Rivière à Joachim
- Rivière à Coco (Minganie)
- Rivière du Nord-Ouest
- Rivière à Jos
- Rivière à l'Ours (Minganie)
  - Rivière à l'Ours Ouest
- Rivière du Milieu (Minganie)
- Rivière de la Corneille (Minganie)
- Rivière Plashti
- Petite rivière Plashti
- Rivière Quetachou
  - Rivière Bellanger
  - Rivière Plate (rivière Quetachou)
- Rivière Véronique
- Rivière Watshishou
  - Rivière Watshishou Ouest
- Petite rivière Watshishou
- Rivière Pashashibou
- Petite rivière du Milieu
- Petite rivière de l'Est
- Rivière Nabissipi
  - Rivière Michaud
- Rivière Aguanish
  - Rivière Dany
  - Rivière Leguyader
  - Rivière Aguanish Nord
    - Rivière Aguanish Nord-Ouest

  - Rivière Ludger
- Rivière de l'Île Michon
- Rivière Uahtauakau
- Rivière des Plaines (Côte Nord)
- Petite rivière Natashquan

#### Côte-Nord - en aval de la Rivière Natashquan
- Rivière Natashquan (Terre-Neuve-Québec)
  - Rivière Lapierre
  - Rivière Mercereau (Terre-Neuve-Québec)
  - Rivière Lejemtel
  - Rivière Kachekaosipou (Terre-Neuve-Québec)
  - Rivière Mistanipisipou (Terre-Neuve-Québec)
  - Rivière Maheunipiu (Terre-Neuve-Québec)
  - Rivière Natashquan Est (Terre-Neuve-Québec)
    - Rivière Mehkunutshuax

  - Rivière Natashquan Ouest
    - River Kaminaxtuutam

  - Rivière Akaku
- Rivière Longue
- Rivière Clay
- Rivière Sam
- Rivière Kegaska
- Petite rivière Kegaska
- Rivière Belley
- Rivière de l'Anse Muddy
- Rivière ?
- Rivière Musquaro
  - Rivière à Dutro
- Rivière Musquanousse
- Rivière Washicoutai
- Rivière Olomane (Terre-Neuve-Québec)
- Rivière Coacoachou
- Rivière Étamaniou
- Rivière Uiahtehau
- Rivière à la Croix (Côte-Nord-du-Golfe-du-Saint-Laurent)
- Rivière Nétagamiou
- Rivière du Petit Mécatina (Terre-Neuve-Québec)
  - Rivière du Porc-Épic
  - Rivière Mongeau
  - Rivière Joir (Terre-Neuve-Québec)
- Rivière du Gros Mécatina
- Rivière Véco
  - Rivière Ha! Ha! (Gros-Mécatina)
- Rivière Kécarpoui
- Ruisseau Pagachou
- Rivière Saint-Augustin (Terre-Neuve-Québec)
  - Rivière Saint-Augustin Ouest (Terre-Neuve-Québec)
    - Décharge du lac Wapustagamau
      - Rivière à Saumon (via le lac Wapustagamau)

    - Rivière Thunay

  - Rivière La Mouche (Terre-Neuve-Québec)
  - Rivière Matse (Terre-Neuve)
  - Rivière Michaels (Terre-Neuve)
- Rivière Coxipi
- Rivière Chécatica
- Rivière Napetipi (Terre-Neuve-Québec)
- Rivière du Vieux-Fort (Basse Côte-Nord)
- Rivière Saint-Paul (Terre-Neuve-Québec)
  - Rivière Bujeault (Terre-Neuve-Québec)
  - Rivière Joswi
- Rivière de Salmon Bay
- Rivière Eagle Head
- Rivière Brador (Terre-Neuve-Québec)
  - Rivière Brador Est (Terre-Neuve-Québec)
- Rivière de Blanc Sablon (Terre-Neuve-Québec)

### Îles du Fleuve Saint-Laurent

#### Salaberry-de-Valleyfield
- Rivière Saint-Charles (Valleyfield)

#### Île d'Orléans
(sens anti-horaire)
- Chenal des Grands Voiliers
- Rivière du Moulin (Saint-Laurent-de-l'Île d'Orléans)
- Rivière Maheu
- Rivière Lafleur
- Rivière Dauphine
- Rivière de la Savane (île d'Orléans)
- Ruisseau du Moulin (île d'Orléans)
- Rivière Pot au Beurre (île d'Orléans)
- Rivière du Moulin (Saint-Pierre-de-l'Île-d'Orléans)
- Chenal de l'Île d'Orléans

#### Île d'Anticosti
Rive Sud de l'Île d'Anticosti (de l'Ouest vers l'Est)
- Rivière Plantain
- Rivière Gamache (île d'Anticosti)
- Rivière Trois Milles
- Rivière aux Canards (île d'Anticosti)
- La Petite Rivière (île d'Anticosti - partie Ouest)
- Rivière aux Graines (île d'Anticosti)
- Rivière Bec-Scie
- Rivière Sainte-Marie (île d'Anticosti)
- Rivière aux Cailloux
- Rivière Sainte-Anne (île d'Anticosti)
- Rivière à la Loutre (île d'Anticosti)
- Rivière au Fusil
- Rivière Jupiter
- Rivière à la Chute (île d'Anticosti)
- Rivière du Brick
- Rivière Galiote
- Rivière aux Rats (île d'Anticosti)
- Rivière Chicotte
- Rivière aux Plats
- Rivière du Pavillon
  - Rivière du Pavillon Est
- Rivière Ferrée (île d'Anticosti)
- Rivière Maccan (île d'Anticosti)
- Rivière Bilodeau
- Petite rivière de la Chaloupe
- Rivière de la Chaloupe
- Rivière Dauphiné
- Rivière Bell (île-d'Anticosti)
- Petite rivière de la Loutre
- Rivière aux Loups Marins (île d'Anticosti)
- Rivière au Cormoran
- La Petite Rivière (île d'Anticosti - partie Est)

Rive Nord de l'Île d'Anticosti (de l'Ouest vers l'Est)
- Rivière à l'Huile
- Rivière à la Patatte
- Rivière Observation
- Rivière Vauréal
- Rivière des Petits Jardins
- Rivière de l'Ours
- Rivière Natiscotec
- Rivière Métallique
- Rivière aux Saumons (île d'Anticosti)
- Rivière Schmitt
- Rivière Prinsta
- Rivière du Renard (île d'Anticosti)

### Rive Sud du Fleuve Saint-Laurent (entre l'Ontario et la rivière Etchemin)

#### Secteur du Haut Saint-Laurent
- Rivière Saint-Régis (New York et Québec) (États-Unis, Canada)
- Canal de Beauharnois
- Rivière La Guerre
- Rivière Saint-Louis (Beauharnois)
- Rivière Châteauguay (États-Unis, Canada)
  - Rivière des Fèves
  - Rivière des Anglais (États-Unis, Canada)
    - Rivière Noire (rivière des Anglais) (États-Unis, Canada)

  - Rivière aux Outardes (rivière Châteauguay)
    - Rivière aux Outardes Est

  - Rivière Trout (New York, Québec) (États-Unis, Canada)
    - Petite rivière Trout (New York) (États-Unis)

  - Rivière de l'Esturgeon
    - Rivière Noire (rivière de l'Esturgeon)

  - Rivière Hinchinbrooke (États-Unis, Canada)
- Rivière Saint-Régis (Roussillon)
  - Rivière Saint-Pierre (Saint-Constant)
- Rivière de la Tortue (Delson)
- Rivière Saint-Jacques (Laprairie)
- Rivière Sabrevois
- Rivière aux Pins (Boucherville)
- Rivière Saint-Charles (Varennes)

#### Rivière Richelieu
- Rivière Richelieu (États-Unis et Canada)
  - Rivière Lacolle
  - Rivière du Sud (rivière Richelieu)
  - Rivière Amyot
  - Rivière l'Acadie (États-Unis et Canada)
  - Rivière des Hurons (rivière Richelieu)
  - Rivière des Iroquois (rivière Richelieu)
  - Rivière Bernier (rivière Richelieu)
  - Lac Champlain (États-Unis et Canada)
    - Rivière aux Brochets (baie Missisquoi) (États-Unis et Canada)
      - Rivière aux Brochets Nord

    - Rivière de la Roche (États-Unis et Canada) (désignée Rock River au Vermont)
    - Rivière Missisquoi (États-Unis et Canada)
      - Rivière Sutton (rivière Missisquoi) (États-Unis et Canada)
      - Rivière Brock (rivière Missisquoi) (Canada)
      - Rivière Missisquoi Nord (Canada)
        - Petite rivière Missisquoi Nord (Canada)

      - East Branch Missisquoi River (États-Unis)
      - Burgess Branch (États-Unis)
      - Ruisseau Black (États-Unis)
      - Rivière Trout (Vermont) (États-Unis)
        - South Branch Trout River, Montgomery

      - Tyler Branch, Sheldon

(États-Unis et Canada)

#### Rivière Yamaska
- Rivière Yamaska
  - Rivière Pot au Beurre (rivière Yamaska)
    - Petite rivière Pot au Beurre
    - Rivière Bellevue
    - Rivière Lemoine
      - Petite rivière Bellevue

  - Le Petit Chenail (rivière Yamaska)
    - Rivière Saint-Louis (Yamaska)

  - Rivière Salvail
  - Rivière du Sud-Ouest (rivière Yamaska)
  - Rivière des Écossais
  - Rivière Yamaska Sud-Est
  - Rivière Yamaska Nord
  - Rivière Noire (rivière Yamaska)
    - Rivière le Renne
      - Rivière Duncan

    - Rivière Jaune (rivière Noire)
    - Rivière Rouge (rivière Noire)

  - Rivière Chibouet
  - Rivière David (rivière Yamaska)

#### Rivière Saint-François et affluents en aval
Rive Ouest de la rivière Saint-François
Rivière Saint-François
- Rivière aux Vaches
- Petite rivière Noire (rivière Saint-François)
- Rivière Saint-Germain
- Rivière Ulverton
  - Rivière Fraser (Le Val-Saint-François)
- Rivière au Saumon (Le Val-Saint-François)
- Rivière Magog
  - Lac Memphrémagog
    - Rivière de la Roche (lac Memphrémagog) (États-Unis et Canada) (ou Rock River, au Vermont)
    - Rivière Johns, (Vermont, États-Unis et Québec, au Canada)
    - Rivière aux Cerises (Memphrémagog)
    - Rivière Clyde (lac Memphrémagog)
    - Black River (lac Memphrémagog), (Vermont, États-Unis)
    - Rivière Barton, (Vermont, États-Unis)
      - Rivière Willoughby, (Vermont, États-Unis)
        - Branche Brownington, (Vermont, États-Unis)

    - Rivière Clyde (lac Memphrémagog), (Vermont, États-Unis)
      - Rivière Pherrins, (Vermont, États-Unis)

Rive Sud de la rivière Saint-François
- Rivière Massawippi
  - Rivière Coaticook
  - Rivière aux Saumons (rivière Massawippi)
    - Rivière Moe (rivière aux Saumons)

  - Lac Massawippi
    - Rivière Tomifobia
      - Rivière Niger
- Rivière Eaton
  - Rivière Clifton
  - Rivière Eaton Nord
    - Rivière du Sud (rivière Eaton Nord)
    - Rivière Newport (rivière Eaton Nord)
- Rivière au Saumon (Le Haut-Saint-François)
  - Rivière Rouge (rivière au Saumon)
  - Rivière Chesham
  - Rivière Ditton
    - Rivière Ditton Ouest
    - Rivière Ditton Est
- Rivière au Rat (Weedon)
- Rivière Bernier (rivière Saint-François)

Rive Nord de la rivière Saint-François
- Rivière Moose (Québec)
- Rivière Coulombe
  - Rivière Coulombe Nord
- Rivière au Canard (Haut Saint-François)
- Rivière Weedon
- Rivière de la Bogue

Grand lac Saint-François
- Rivière Felton
  - Rivière Sauvage (rivière Felton)
  - Rivière Noire (rivière Felton)
  - Rivière Blanche (rivière Felton)
  - Rivière Legendre (rivière Felton)
- La Petite Rivière (lac Saint-François)
- Rivière aux Bluets (lac Saint-François)
  - Rivière aux Bluets Sud
- Petite rivière Muskrat
- Rivière Muskrat (Québec)
  - Rivière du Nord (rivière Muskrat) (via le lac Bolduc)
- Rivière de l'Or
- Rivière Ashberham

Lac Noir (rivière Saint-François)
- Rivière Bisby
- Rivière Coleraine

Rive Est de la rivière Saint-François
- Rivière Watopeka
  - Rivière Stoke

Affluents en aval de la rivière Saint-François
- Rivière Lévesque
- Rivière Colbert
- Rivière Landroche
- Rivière des Frères

#### Rivière Nicolet et affluents en aval
- Rivière Nicolet
  - Rivière Nicolet Sud-Ouest
    - Rivière Saint-Zéphirin
    - Rivière Sévère-René
    - Rivière Landry
      - Rivière Danville

    - Rivière Carmel
    - Rivière Lafont
    - Rivière à Pat
    - Petite rivière à Monfette
    - Rivière Nicolet Centre
      - Rivière Nicolet Nord-Est

    - Rivière Dion
    - Ruisseau Saint-Camille
      - Rivière Madeleine (Les Sources)

  - Rivière Bulstrode
    - Rivière Blanche (rivière Bulstrode)
    - Rivière Noire (rivière Bulstrode)
    - Rivière L'Abbé (rivière Bulstrode)

  - Rivière Gosselin (rivière Nicolet)
    - Rivière Lachance

  - Rivière des Rosiers
  - Rivière des Pins (rivière Nicolet)
  - Rivière Brooks
  - Rivière Dumont (rivière Nicolet)
  - Rivière Blanche (rivière Nicolet)
  - Rivière des Vases (rivière Nicolet)
- Rivière Godefroy
  - Rivière Gagnon

#### Rivière Bécancour et affluents en aval
- Rivière Bécancour
  - Rivière Judith
  - Rivière Blanche (rivière Bécancour)
  - Rivière du Portage (rivière Bécancour)
  - Rivière Goulet (rivière Bécancour)
  - Rivière Bourbon
    - Rivière Blanche (rivière Bourbon)

  - Rivière Noire (rivière Bécancour)
    - Rivière Barbue
    - Rivière Perdrix (Bécancour)

  - Rivière Palmer (rivière Bécancour)
    - Rivière Osgood
      - Rivière Sunday
      - Rivière Gagné

    - Rivière Palmer Est
    - Rivière Perry
    - Rivière Whetstone

  - Rivière McKenzie (rivière Bécancour)
  - Rivière Dubois (jadis désignée "rivière Chainey")
  - Rivière Bagot
  - Rivière Fortier (rivière Bécancour)
  - Rivière Larochelle
  - Rivière au Pin (rivière Bécancour)
    - Rivière Blanche (rivière au Pin)

  - Rivière Blanche (Thetford Mines)
  - Rivière du Moulin (rivière Bécancour)

#### Rivière Gentillyet affluents en aval
- Rivière Gentilly
  - Rivière Gentilly Sud-Ouest
    - Rivière de Grand-Saint-Louis

  - Rivière Sauvage (rivière Gentilly)
  - Rivière Beaudet (rivière Gentilly)
- Rivière de la Ferme
- Rivière du Moulin (Gentilly)
- Rivière aux Glaises (Gentilly)
- Rivière aux Orignaux (Gentilly)
- Petite rivière du Chêne
  - Rivière aux Ormes (Fortierville)
  - Rivière Creuse (Fortierville)
- Rivière du Chêne (Leclercville)
  - Rivière aux Chevreuils
  - Rivière Saint-Georges (rivière du Chêne)
  - Rivière Huron (rivière du Chêne)
    - Rivière aux Ormes (rivière Huron)
    - Rivière Noire (rivière Huron)

  - Rivière Henri (Lotbinière)
    - Rivière aux Cèdres
    - Rivière aux Frênes

  - Rivière du Bois Clair
- Rivière Aulneuse

#### Rivière Chaudière
Affluents de la rive Ouest de la rivière Chaudière
- Rivière Chaudière
  - Rivière Beaurivage
    - Rivière Rouge (rivière Beaurivage)
    - Rivière Noire (rivière Beaurivage)
    - Rivière aux Pins (rivière Beaurivage)
    - Rivière Filkars
      - Rivière Armagh
      - Rivière Saint-André
      - Rivière Fourchette

    - Bras d'Henri
    - Rivière Cugnet

  - Rivière des Îles Brûlées
  - Rivière Vallée
  - Rivière Savoie
  - Rivière Nadeau (Nouvelle-Beauce)
  - Rivière Lessard (rivière Chaudière)
  - Rivière Cliche
  - Rivière des Fermes
  - Bras Saint-Victor
    - Rivière du Cinq
    - Rivière Prévost-Gilbert
      - Rivière Noire (rivière Prévost-Gilbert)

    - Rivière des Hamel

  - Rivière du Moulin (Beauceville)
    - Rivière Noire (rivière du Moulin)
    - Ruisseau des Meules (rivière du Moulin)

  - Rivière Pozer
  - Rivière Shenley
  - Rivière de la Grande Coudée
  - Rivière du Petit Portage
  - Rivière Ludgine
  - Rivière Drolet
  - Rivière Madisson
  - Rivière Glen
  - Lac Mégantic
    - Rivière Victoria
    - Rivière Bergeron
    - Rivière aux Araignées
      - Rivière des Indiens (lac aux Araignées)
      - Rivière Arnold
        - Rivière Clinton
        - Ruisseau Saint-Joseph

Affluents de la rive Est de la rivière Chaudière
- Rivière Nebnellis
  - Rivière Kokombis
- Rivière Samson (Chaudière)
  - Rivière du Barrage
    - Rivière des Renards
- Rivière du Moulin (Saint-Gédéon)
- Rivière à la Truite (Chaudière)
- Rivière du Loup (Chaudière)
  - Rivière Taschereau (Beauce-Sartigan)
  - Ruisseau Caouette
  - Rivière du Monument
    - Petite rivière du Monument

  - Rivière du Portage (Beauce-Sartigan)
    - Rivière du Portage Nord (Beauce-Sartigan)

  - Rivière Wilson (Beauce-Sartigan)
  - Rivière Metgermette
    - Rivière Metgermette Sud
    - Rivière Metgermette Centrale
    - Rivière Metgermette Nord

  - Rivière Vachon (Beauce-Sartigan)
- Rivière Famine
  - Rivière des Abénaquis
    - Rivière des Abénaquis Sud-Ouest
    - Rivière des Abénaquis Sud-Est

  - Rivière Veilleux
  - Rivière à la Raquette
  - Rivière Flamand (Les Etchemins)
  - Rivière Cumberland (Québec)
- Rivière Gilbert (Beauce-Sartigan)
- Rivière des Plante
  - Ruisseau Fraser (rivière des Plante)
    - Rivière Noire (ruisseau Fraser)
- Rivière Calway
- Rivière Pouliot
- Rivière Morency
- Rivière Belair
  - Rivière chez Binet
- Rivière Chassé
  - Rivière du Domaine

#### Rivière Etchemin
Affluents de la rive ouest:
- Rivière Penin
- Le Bras (rivière Etchemin)
- Rivière Desbarats
- Rivière Pyke
- Rivière Henderson
- Rivière Viveine

Affluents de la rive sud:
- Rivière Lanigan
- Décharge du lac Etchemin
- Petite rivière Etchemin
- Rivière Bourget

Affluents de la rive est:
- Rivière Blanche (rivière Etchemin)
- Rivière à Bœuf
- Rivière des Fleurs (rivière Etchemin)
- Ruisseau à l'Eau Chaude
  - Ruisseau Rover
- Ruisseau Hemison
- Rivière des Abénaquis (rivière Etchemin)
  - Rivière aux Billots
    - Rivière du Moulin (rivière aux Billots)

### Péninsule de la Gaspésie

#### Bassin du Saint-Laurent sud-est (à l'est de la rivière Etchemin)
- Rivière à la Scie
  - Rivière des Couture
- Rivière Boyer
  - Rivière Boyer Nord
  - Rivière Boyer Sud
- Rivière des Mères
  - Rivière Blanche (Saint-Vallier)
- Rivière à Lacaille

#### Rivière du Sud (Montmagny)
- Rivière du Sud (Montmagny)
  - Bras Saint-Michel
    - Rivière du Moulin (Bras Saint-Michel)

  - Rivière de la Fourche (rivière du Sud)
    - Rivière des Mornes
    - Rivière des Orignaux (rivière de la Fourche)

  - Rivière du Pin
    - Rivière Gabriel
      - Rivière du Nord (rivière Gabriel)

  - Rivière à la Loutre (rivière du Sud)
  - Rivière Alick
    - Rivière du Moulin (rivière Alick)

  - Rivière Fraser (rivière du Sud)
  - Petite rivière Sainte-Marguerite
  - Rivière Minguy
  - Rivière Morigeau
    - Rivière des Poitras

  - Bras Saint-Nicolas
    - Rivière des Perdrix (Bras Saint-Nicolas)
      - Rivière Inconnue

    - Rivière Cloutier
    - Bras d'Apic (rivière)
    - Bras de Riche
      - Bras du Nord-Est (Bras de Riche)

    - Rivière Méchant Pouce

#### Bassin sud-est du Saint-Laurent (à l'est de la Rivière du Sud (Montmagny))
- Rivière Vincelotte
- Rivière Tortue
  - Rivière Tortue Sud-Ouest
    - Rivière du Petit Moulin
- Rivière Trois Saumons
  - Rivière Trois Saumons Est
- Rivière Port Joli
  - Rivière Pinguet
- Rivière Ferrée (L'Islet)
  - Le Bras (rivière Ferrée)
  - Rivière Joncas (rivière Ferrée)
- Rivière Saint-Jean (La Pocatière)
- Rivière Ouelle
  - Rivière Damnée
  - Grande Rivière (rivière Ouelle)
    - Rivière Chaude (La Grande Rivière)
    - Rivière Sainte-Anne (La Grande Rivière)
    - Rivière du Rat Musqué

  - Bras de la rivière Ouelle
- Rivière Kamouraska (ex-rivière aux Perles)
  - Rivière Dufour
  - Rivière Saint-Denis (rivière Kamouraska)
    - Bras de la Rivière Saint-Denis

  - Rivière Goudron
- Rivière Fouquette (Québec)
- Rivière des Caps

#### Bassin de la Rivière du Loup et des affluents plus à l'est
- Rivière du Loup
  - Rivière Pivard
  - Le Grand Bras (rivière du Loup)
  - Rivière Manie
  - Rivière aux Loutres (rivière du Loup)
  - Rivière Fourchue
    - Rivière Carrier
    - Rivière Rocheuse (lac Morin)
      - Rivière Noire (rivière Rocheuse)

  - Petite rivière Noire (rivière du Loup)
  - Petite rivière du Loup (Saint-Antonin)
  - Petite rivière du Loup (Rivière-du-Loup)
- Rivière des Vases (L'Isle-Verte)
- Rivière Verte (rivière-du-Loup)
  - Rivière des Roches (rivière Verte)
  - Rivière Cacouna
  - Rivière à la Fourche (rivière Verte)
- Rivière à Girard
- Rivière du Petit Sault
- Rivière de la Pointe à la Loupe

#### Bassin de la rivière des Trois Pistoles et des affluents plus à l'est
- Rivière des Trois Pistoles
  - Rivière de la Gamelle
  - Rivière Plainasse
  - Rivière Mariakèche
    - Ruisseau Chaud (rivière Mariakèche)

  - Rivière Sénescoupé
    - Lac de la Grande Fourche
      - Rivière Saint-Hubert

  - Rivière Toupiké
    - Rivière Plate (Rimouski-Neigette)
    - Rivière Petite Fourche

  - Rivière Boisbouscache
    - Rivière aux Sapins (rivière Boisbouscache)
      - Rivière Ferrée (rivière aux Sapins)

    - Rivière aux Bouleaux (rivière Boisbouscache)
    - Rivière aux Perdrix (rivière Boisbouscache)
    - Rivière La Franchise
    - Rivière Abraham-Bell
    - Rivière à Abraham

  - Rivière de la Sauvagesse
- Rivière Renouf
  - Rivière  Deschênes
- Rivière  Harton
- Rivière Centrale
  - Petite rivière du Nord de la Montagne
- Rivière Porc-Pic
- Rivière du Sud-Ouest (parc national Bic)
  - Rivière Neigette (Les Basques)
- Rivière du Bic
  - Rivière des Aulnes (rivière du Bic)
  - Rivière Gamache (Rimouski-Neigette)
- Rivière Hâtée
  - Branche de la Rivière Hâtée

#### Bassin de la rivière Rimouski et des affluents plus à l'est
- Rivière Rimouski

Rive Ouest (à partir de la confluence)
- Rivière Rigoumabe
- Petite rivière Rimouski
  - Rivière des Accores
  - Rivière Plate (petite rivière Rimouski)
- Rivière Noire (rivière Rimouski)
- Rivière Blanche (rivière Rimouski)
- Petite rivière Touradi
- Rivière à France
- Rivière Boucher (rivière Rimouski)
- Rivière du Grand Touradi
  - Rivière Brisson (rivière du Grand Touradi)
  - Rivière du Cennelier

Rive Est (à partir de l'amont)
- Rivière du Brûlé (Rimouski)
- Rivière du Bois Brûlé
- Rivière Macpès
- Rivière du Chat
- Rivière Ferrée (Lac Ferré)
- Rivière Brisson (rivière Rimouski)
- Rivière Rimouski Est

- Rivière Sainte-Anne (Bas-Saint-Laurent)

#### Bassin de la Rivière Mitis et des affluents plus à l'est
- Rivière Mitis
  - Rivière Neigette (La Mitis)
    - Petite rivière Neigette
      - Rivière Lunettes

    - Rivière Rouge (rivière Neigette)
    - Rivière à Paquet
    - Rivière Noire (rivière Neigette)

  - Rivière Mistigougèche
    - Rivière Ferrée (lac des Eaux Mortes)
    - Rivière Armand-Lelièvre

  - Rivière Mercier
  - Rivière Saint-Pierre (rivière Mitis)
  - Rivière Rouge (rivière Mitis)
- Rivière Tartigou
- Rivière Blanche (canton de Matane)
  - Rivière Alex (rivière Blanche)
  - Rivière Blanche Sud (canton de Matane)
- Petite rivière Blanche (canton de Matane)
- Rivière Matane
  - Rivière Petchedetz
    - Rivière Petchedetz Est
      - Rivière Petchedetz Sud

  - Rivière Towagodi
  - Rivière Tamagodi
  - Rivière à la Truite (rivière Matane)
    - Petite rivière à la Truite (rivière à la Truite)

  - Rivière Bonjour
  - Rivière Duvivier
  - Petite rivière Matane

#### Bassin nord de la Gaspésie
- Ruisseau à Pierre (Les Méchins)
- Rivière des Grands Méchins
  - Rivière des Grands Méchins Ouest
- Rivière des Grands Capucins
- Rivière Cap-Chat
  - Petite rivière Cap-Chat
    - Petite rivière Cap-Chat Est

  - Rivière Cap-Chat Est
- Rivière Sainte-Anne (La Haute-Gaspésie)
  - Rivière Sainte-Anne Nord-Est
- Petite rivière Sainte-Anne (La Haute-Gaspésie)
- Rivière à la Martre (La Haute-Gaspésie)
  - Rivière à la Martre Ouest (La Haute-Gaspésie)
- Rivière Marsoui
  - Rivière Marsoui Est
- Rivière à Claude
- Rivière de Mont-Saint-Pierre
  - Branche de l'Est (rivière de Mont-Saint-Pierre)
- Rivière de Mont-Louis
  - Rivière de Mont-Louis Ouest
- Rivière de l'Anse Pleureuse
- Rivière du Gros-Morne
- Rivière de Manche d'Épée
- Petite rivière Madeleine (La Haute-Gaspésie)
- Rivière Madeleine (La Haute-Gaspésie)
  - Rivière Madeleine Sud (rivière Madeleine)
  - Rivière Madeleine Nord (rivière Madeleine)
  - Rivière des Béland (rivière Madeleine)
  - Rivière au Diable (rivière Madeleine)
  - Rivière à l'Eau Claire (rivière Madeleine)
- Rivière de la Grande Vallée
- Rivière de la Petite Vallée
- Rivière du Grand-Cloridorme
- Rivière du Petit-Cloridorme
- Petite rivière au Renard
- Rivière au Renard (Gaspé)
  - Rivière Morris
  - Rivière de la Division
- Rivière de l'Anse au Griffon

#### Bassin de la baie de Gaspé
- Rivière Dartmouth
  - Rivière de la Petite Fourche (rivière Dartmouth)
- Rivière York (Gaspé)
  - Rivière Mississippi (Gaspé)
  - Rivière Mississippi Ouest (Gaspé)
  - La Petite Fourche (rivière York)
  - La Grande Fourche (rivière York)
- Rivière Saint-Jean (Gaspé)
  - Rivière Saint-Jean Sud
  - Rivière Saint-Jean Ouest
- Rivière Seal Cove
- Rivière de l'Anse à Brillant

#### Bassin de La Malbaie (Percé)
- Rivière Malbaie (Percé)
  - La Petite Fourche (rivière Malbaie)
  - La Grande Fourche (rivière Malbaie)
- Rivière Beattie
- Rivière du Portage (Percé)
- Rivière Murphy

#### Bassin de la Baie des Chaleurs (à l'Est de la rivière Bonaventure)
- Rivière de l'Anse à Beaufils
- Rivière de la Brèche à Manon
- Grande Rivière (Percé)
  - Rivière à Gagnon
  - Grande Rivière Est (Percé)
    - Rivière à Nadeau

  - Grande Rivière Nord (Percé)
  - Grande Rivière Ouest (Percé)
- Rivière du Petit Pabos
- Rivière du Grand Pabos
  - Rivière Sèche (rivière du Grand Pabos)
  - Rivière du Grand Pabos Sud
- Rivière du Grand Pabos Ouest
- Rivière de l'Anse aux Canards
- Rivière de l'Anse à la Barbe
- Rivière Port-Daniel
- Rivière Port-Daniel du Milieu
- Petite rivière Port-Daniel
- Rivière Shigawake
- Rivière de Saint-Godefroi
  - Rivière à Eusèbe
- Rivière Paspébiac

#### Bassin de la Baie des Chaleurs (à l'Ouest de la rivière Bonaventure)
- Rivière Bonaventure (baie des Chaleurs)
  - Rivière Hall (rivière Bonaventure)
    - Rivière Hall Ouest

  - Rivière Duval
  - Rivière Garin
  - Rivière Reboul
    - Rivière Reboul Nord

  - Rivière Bonaventure Ouest
  - La Petite Ouest (rivière)
- Rivière Saint-Siméon (Baie-des-Chaleurs)
- Rivière Caplan
- Petite rivière Cascapédia
  - Rivière Nouvelle (Petite rivière Cascapédia)
  - Petite rivière Cascapédia Est
  - Petite rivière Cascapédia Ouest
  - Rivière à l'Oie (Petite rivière Cascapédia)
- Rivière Cascapédia
  - Ruisseau aux Saumons (rivière Cascapédia)
  - Rivière Branche du Lac (rivière Cascapédia)
  - Rivière Square Forks
  - Rivière Angers
    - Ruisseau Grand Nord (rivière Angers)
    - Rivière Angers Sud
- Rivière Verte (Maria)
- Rivière Stewart (Baie-des-Chaleurs)
  - Rivière Stewart Est
- Rivière Nouvelle
  - Petite rivière Nouvelle

#### Bassin de la rivière Restigouche (rive gauche - partie du Québec)
- Rivière Ristigouche, Nouveau-Brunswick et Québec
  - Rivière Escuminac
    - Rivière Escuminac Nord

  - Rivière du Loup (Restigouche)
  - Rivière Kempt
    - Rivière Kempt Est
      - Rivière Kempt Nord

    - Rivière Kempt Ouest

  - Rivière Matapédia
    - Rivière Assemetquagan
      - Rivière Assemetquagan Est
      - Rivière Assemetquagan Ouest

    - Rivière Causapscal
      - Rivière Causapscal Sud

    - Rivière Sableuse
      - Rivière Inconnue (rivière Sableuse)

    - Rivière Sayabec
    - Rivière Saint-Pierre (rivière Matapédia)
      - Rivière Melucq

    - Rivière Tobégote
    - Rivière Humqui
    - Rivière Matalik
    - Rivière Milnikek
      - Grande rivière Milnikek Nord
      - Rivière Vaseuse

    - Rivière du Moulin (rivière Matapédia)

  - Rivière Patapédia
    - Rivière Meadow
    - Rivière Patapédia Est

#### Bassin de la rivière Restigouche (partie du Nouveau-Brunswick)
Rive droite
- Rivière Upsalquitch, Nouveau-Brunswick
  - Rivière Popelogan, Nouveau-Brunswick
  - Rivière Upsalquitch Sud-Est, Nouveau-Brunswick
    - Petite rivière Upsalquitch Sud-Est, Nouveau-Brunswick

  - Rivière Upsalquitch Nord-Ouest, Nouveau-Brunswick
- Rivière Little Main Restigouche, Nouveau-Brunswick
  - Rivière Gounamitz, Nouveau-Brunswick
    - Branche Nord de la rivière Gounamitz, Nouveau-Brunswick
    - Branche Ouest de la rivière Gounamitz, Nouveau-Brunswick

Rive gauche
- Rivière Kedgwick, Nouveau-Brunswick et Québec
  - Rivière Belle Kedgwick ((en): Belle Kedgwick River), Nouveau-Brunswick
  - Branche Sud de la rivière Kedgwick, Nouveau-Brunswick

## Bassin de la Baie de Fundy (océan Atlantique)

### Fleuve Saint-Jean - Partie supérieure - (Québec, Maine et Nouveau-Brunswick)
- Rivière Saint-Jean Sud-Ouest, Québec et Maine
- Rivière Saint-Jean Nord-Ouest, Maine
  - Rivière Daaquam, Québec et Maine
    - Rivière à la Roche (rivière Daaquam), Québec
      - Rivière du Onze, Québec
      - Rivière du Douze, Québec

    - Rivière Noire (rivière Daaquam), Québec
      - La Petite Rivière (rivière Noire), Québec
      - Rivière des Castors (rivière Noire), Québec
      - Rivière Blanche (rivière Noire), Québec
      - Rivière aux Orignaux (rivière Noire), Québec

    - Rivière Shidgel, Québec

  - Rivière à la Loutre (rivière Saint-Jean Nord-Ouest), Québec et Maine
  - Rivière Noire Nord-Ouest (Lac Frontière) (coulant via le Lac Frontière, Québec
    - Petite rivière Noire (rivière Noire Nord-Ouest), Québec
    - Rivière des Cèdres (lac Talon), Québec
    - Rivière Devost, Québec
    - Rivière Gauthier (Montmagny), Québec
      - La Petite Nord-Ouest (rivière Gauthier), Québec

    - Rivière Leverrier, Québec

  - Grande rivière Noire (fleuve Saint-Jean) au Québec (ou "Big Black River" dans le Maine)
    - Rivière Depot,  Maine
      - Rivière Brown (rivière Dépôt), Québec et Maine

    - Grande rivière Noire Est, Québec
      - Petite rivière William, Québec
      - Rivière William, Québec

    - Rivière Rocheuse (Grande rivière Noire), Québec
    - Rivière Buckley, Québec
    - Rivière Ratsoul, Québec
      - Rivière Tenturette, Québec

    - Rivière Grand Calder, Québec
      - Rivière de la Savane (rivière Grand Calder), Québec

    - Rivière à la Truite (Grande rivière Noire), Québec
    - Rivière Gobeil (Grande rivière Noire), Québec et Maine
    - Rivière Saint-Roch au Québec et Shields Branch au Maine
      - Rivière des Gagnon (rivière Saint-Roch), Québec
      - Rivière Saint-Roch Nord, Québec
        - Rivière Saint-Roch Ouest, Québec

      - Rivière du Rochu, Québec (désignée Petite rivière Saint-Roch dans le Maine)

    - Rivière des Cinq Milles (Québec-Maine) (ou "Fivemile Brook" dans le Maine)
    - Rivière des Deux Milles (Québec-Maine) (ou "Twomile Brook" dans le Maine)

  - Rivière Chimenticook, Maine
    - Lac de l'Est (Kamouraska), Québec et Maine
      - Rivière des Pointes, Québec

  - Ruisseau Pockwock, Québec et Maine
    - Branche Ouest de la rivière Pocwock, Québec et Maine
    - Branche Est de la rivière Pocwock, Maine
- Rivière Noire (fleuve Saint-Jean) (désignée "Little Black River" dans le Maine), Québec et Maine
  - Branche Ouest de la Petite Rivière Noire, Québec et Maine
  - Branche Campbell de la Petite Rivière Noire, Québec et Maine
- Rivière Saint-François (fleuve Saint-Jean) (anglais : Saint Francis River), Québec et Maine
  - Lac Pohénégamook, Québec
    - Rivière Boucanée, Québec

  - Rivière Bleue (rivière Saint-François), Québec
    - Petite rivière Bleue, Québec
      - Rivière Bleue Sud-Ouest (Petite rivière Bleue), Québec
      - Rivière des Prairies (petite rivière Bleue), Québec
- Rivière des Crocs, Québec et Nouveau-Brunswick
- Rivière Baker (Nouveau-Brunswick)
  - Branche à Jerry, Québec et Nouveau-Brunswick
  - Rivière Baker Nord (Nouveau-Brunswick)
- Rivière Madawaska (fleuve Saint-Jean) , Québec et Nouveau-Brunswick (Voir section suivante)
- Rivière Iroquois (fleuve Saint-Jean), Québec et Nouveau-Brunswick

### Fleuve Saint-Jean-Bassin de la rivière Madawaska - Québec et Nouveau-Brunswick
- Rivière Madawaska (fleuve Saint-Jean), Québec et Nouveau-Brunswick
  - Rivière à la Truite (rivière Madawaska), Québec et Nouveau-Brunswick
    - Petite rivière à la Truite (rivière à la Truite), comté de Madawaska, Nouveau-Brunswick

  - Rivière aux Perches (rivière Madawaska), Québec
    - Rivière aux Sapins (rivière aux Perches), Québec

  - Rivière Creuse (lac Témiscouata), Québec
  - Rivière Cabano (lac Témiscouata), Québec
  - Petite rivière Savane (lac Témiscouata), Québec
  - Rivière Caldwell (lac Témiscouata), Québec
    - Rivière Lachaine, Québec
    - Rivière Savane (rivière Caldwell), Québec

  - Rivière Ashberish, Québec
  - Rivière Touladi, Québec
    - Rivière des Aigles (rivière Touladi), Québec
      - Rivière Sisime des Aigles, Québec

    - Rivière de l'Orient (rivière Touladi), Québec
      - Rivière Verte (rivière de l'Orient), Québec

    - Rivière Squatec, Québec
      - Rivière Owen, Québec

  - Rivière aux Bouleaux (rivière Madawaska), Québec

## Connecticut (fleuve) - Québec et New Hampshire
- Connecticut (fleuve), New Hampshire
  - Rivière Hall (Québec-New Hampshire), Québec et New Hampshire

## Liens utiles
- Géographie du Québec - Gouvernement du Québec